# Bundesautobahn 643
Die Bundesautobahn 643 (Abkürzung: BAB 643) – Kurzform: Autobahn 643 (Abkürzung: A 643) – ist eine deutsche Bundesautobahn, die in Nord-Süd-Richtung in den Bundesländern Hessen und Rheinland-Pfalz verläuft und dabei zum einen den westlichen Teil eines Autobahnrings um Mainz bildet, zum anderen eine Anbindung der Wiesbadener Innenstadt darstellt. Ein großer Teil der acht Kilometer langen Strecke fällt dabei auf die Querung des Rheins mit der Schiersteiner Brücke.

## Streckenverlauf
Die Autobahn beginnt an der Anschlussstelle Wiesbaden-Dotzheim, ab der sie die zweibahnige Fortsetzung der B 262 bildet, die wiederum ihren Anfang an der Wiesbadener Ringstraße nimmt. Direkt hinter dem Autobahnbeginn folgt ein Gefälle zum Rhein hinunter und das Schiersteiner Kreuz, an dem die A 66 (Rüdesheim–Frankfurt am Main) gekreuzt wird. Ab hier bildet die A 643 – wie die A 66 östlich des Kreuzes – einen Teil des Mainzer Rings. Nach dem Kreuz folgt die Anschlussstelle Wiesbaden-Äppelallee, die neben den Wiesbadener Stadtteilen Schierstein und Biebrich auch ein großes Gewerbegebiet anbindet, ehe auf der knapp 1,3 km langen Schiersteiner Brücke der Rhein gekreuzt wird. Flussabwärts ist dies die letzte feste Rheinquerung bis Koblenz.
Südlich des Rheins befindet man sich in Rheinland-Pfalz, wo die komplett als Brückenbauwerk ausgeführte Anschlussstelle Mainz-Mombach auf die Rheinallee in die Mainzer Innenstadt führt. Die knapp 1 km lange Hochstraße Lenneberg bildet die nahtlose Fortsetzung der Rheinbrücke und führt die A 643 durch den Mainzer Sand zur nächsten Anschlussstelle Mainz-Gonsenheim. Danach endet die Autobahn am Autobahndreieck Mainz, in dem sie in die A 60 (Bingen–Rüsselsheimer Dreieck) mündet. Das sich östlich anschließende Teilstück der A 60 bildet den südlichen Teil des Mainzer Rings.

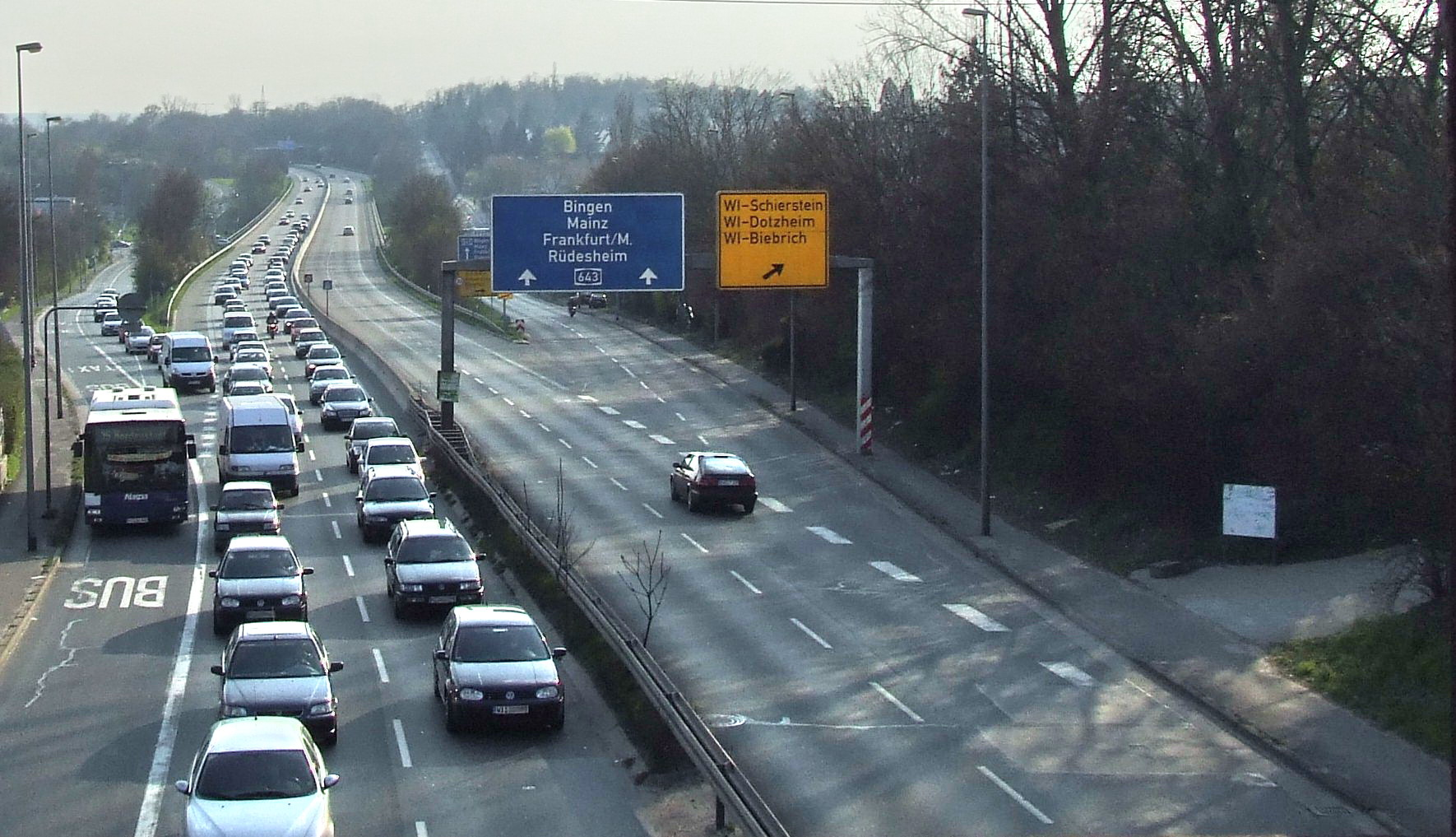
Autobahnbeginn in Wiesbaden
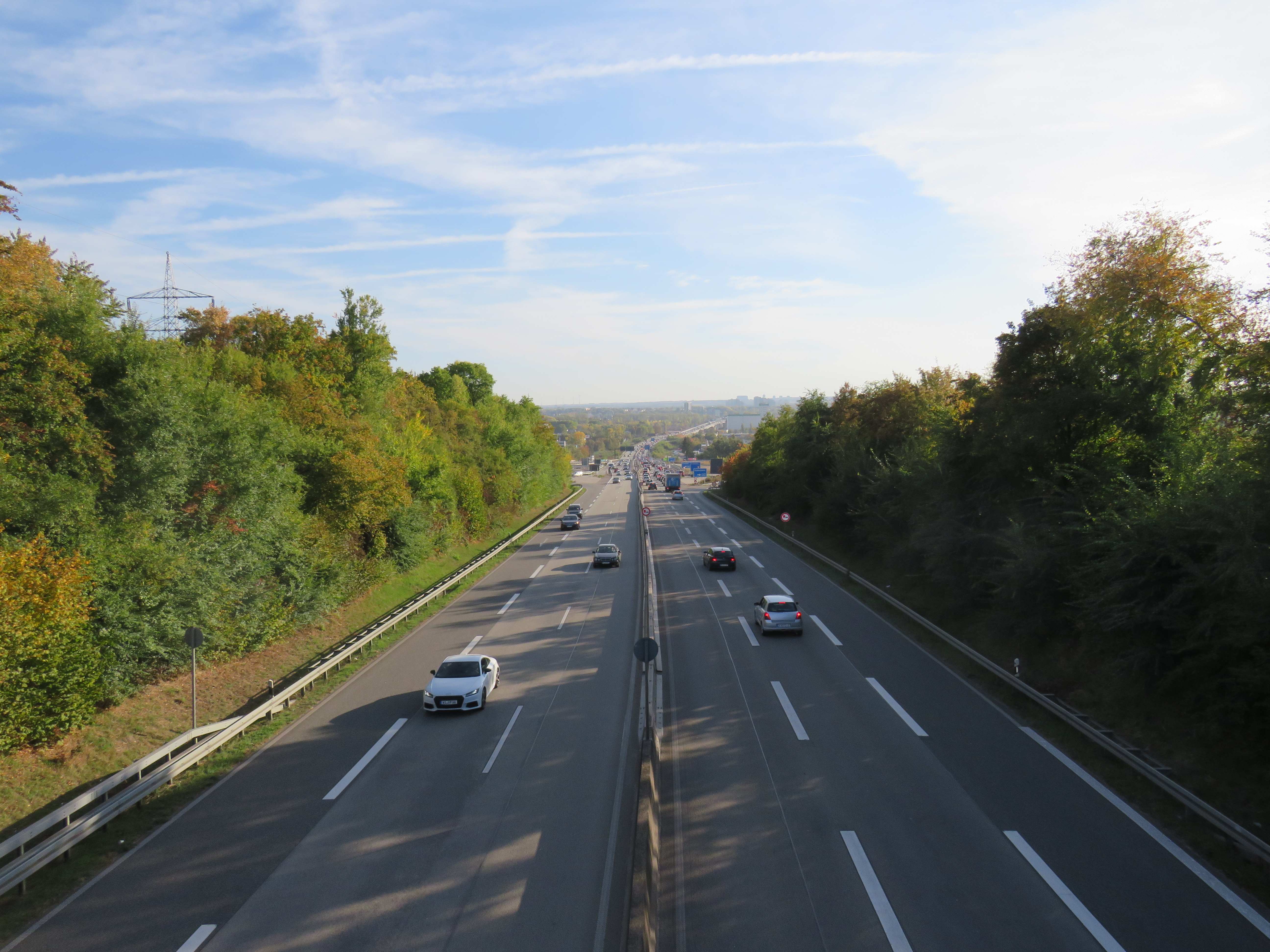
Blick nach Süden auf das Schiersteiner Kreuz
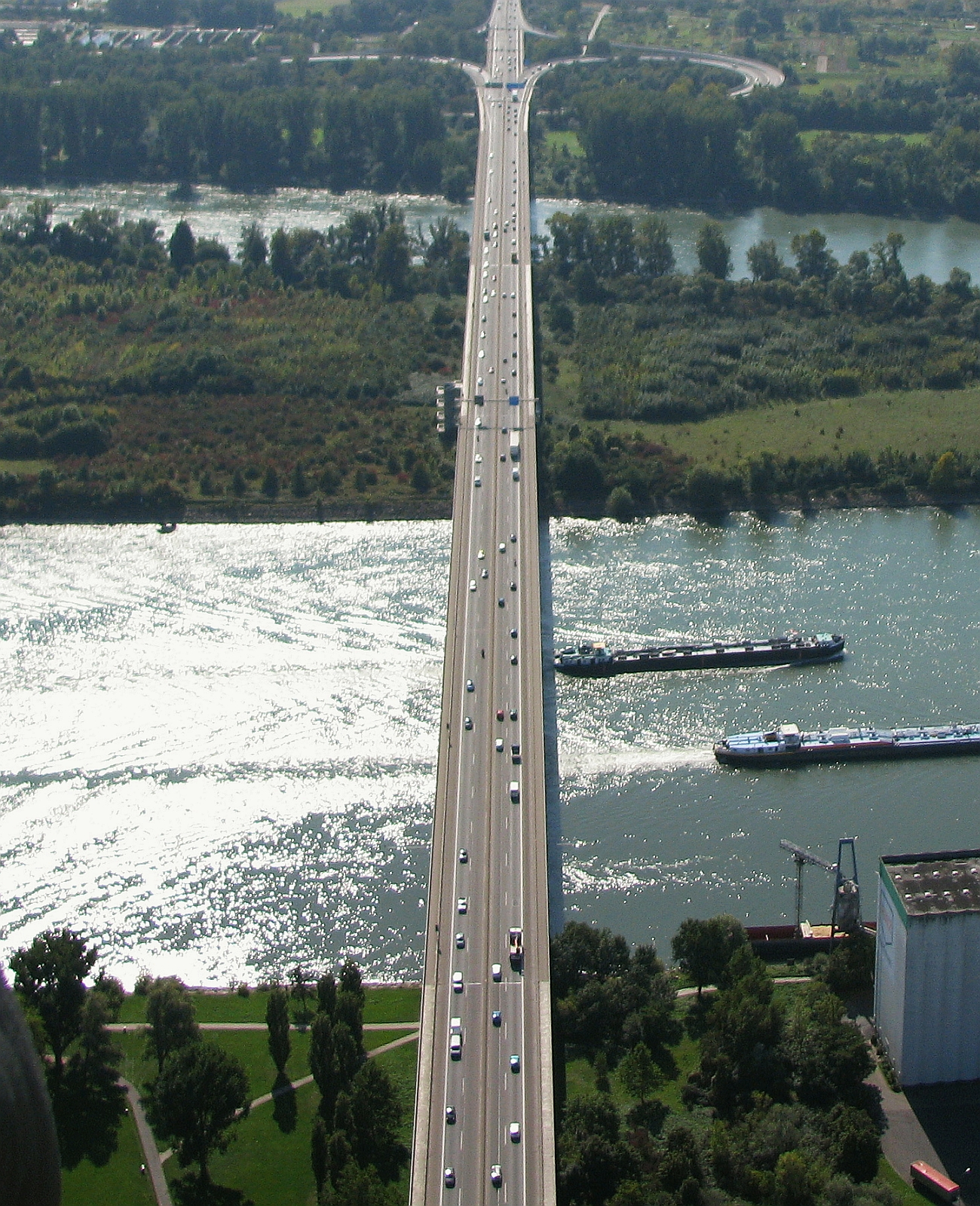
Alte Schiersteiner Brücke
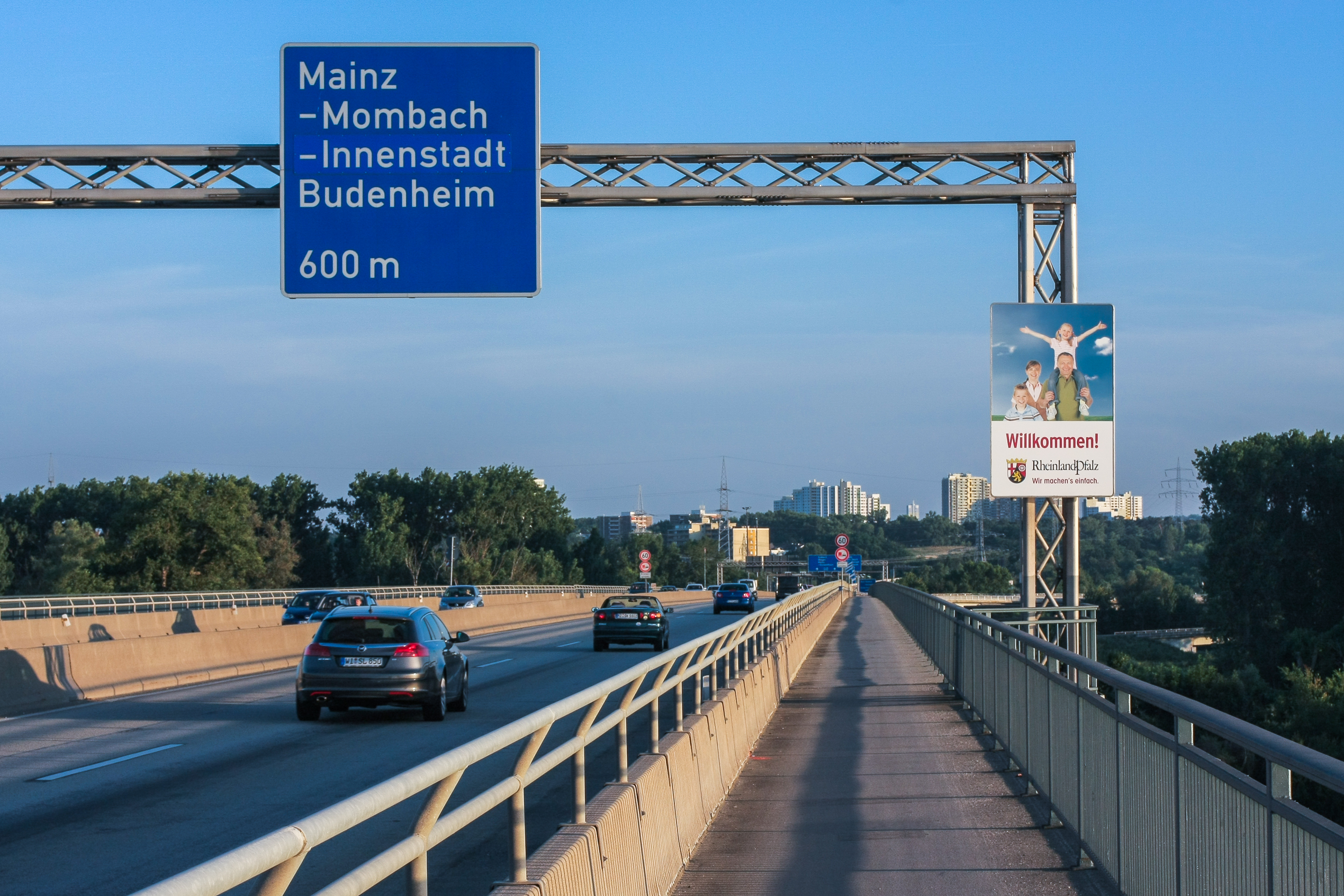
Fahrbahn auf der (alten) Schiersteiner Brücke

## Geschichte

### Der Mainzer Ring entsteht
Im Bedarfsplan für die Bundesfernstraßen 1956 war im Zuge der Erschließung von Wirtschaftsräumen beiderseits des Rheins erstmals der Bau einer ringförmigen Umgehungsstraße um Mainz herum aufgeführt. Im Zuge dieser Ringstraße – neben Köln und Bonn das dritte Projekt dieser Art – sollten drei große Brückenbauwerke errichtet werden, um die Stadtteile beiderseits des Rheins und des Mains – letztere waren als ursprünglich Mainzer Stadtteile nach dem Zweiten Weltkrieg dem Bundesland Hessen zugeteilt worden – zu verbinden. Westlich und südlich der Innenstadt war je eine Rheinquerung, östlich bei Hochheim eine Mainquerung vorgesehen. Die ganze Straße war erstmals 1955 als Kraftfahrstraße geplant, mit getrennten Richtungsfahrbahnen, allerdings im gegenüber Autobahnen schmaleren Querschnitt und ohne Seitenstreifen.
Der einzige Anschluss an das Autobahnnetz im Raum Mainz/Wiesbaden lag zu dieser Zeit an der Bundesautobahn Köln–Frankfurt am Main bei Wallau, der heutigen A 3, die dort in den ersten Nachkriegsjahren ihren südlichen Endpunkt besaß. Die querende Straße, an der die Autobahn endete, wurde landläufig als Wandersmannstraße bezeichnet und Anfang der 1930er Jahre zur Kraftfahrstraße ausgebaut. 1954 wurde sie schließlich als Rhein-Main-Schnellweg autobahnähnlich um eine zweite Richtungsfahrbahn ergänzt und das Kreuzungsbauwerk mit der von Köln her kommenden Autobahn vollendet, da diese über den Main hinweg weiter in Richtung Frankfurt am Main geführt wurde. Auf Wiesbadener Gebiet bot sich daher ein Anschluss der Ringstraße an den Autobahnzubringer in Richtung Frankfurt an. Aus dem Rhein-Main-Schnellweg ging die heutige A 66 hervor.

### Brückenbau und Fertigstellung
Am 13. Juli 1959 erging der Planfeststellungsbeschluss für die Rheinbrücke bei Schierstein, mit deren Bau dann am 15. September desselben Jahres begonnen wurde. Während für die ab 1961 errichtete Weisenauer Brücke das Bundesland Rheinland-Pfalz zuständig war, übernahm für die Schiersteiner Brücke das Land Hessen die Zuständigkeit – beide Brücken überqueren mit dem Rhein hier den Grenzfluss zwischen den genannten Bundesländern. Am 12. Dezember 1962 wurden sowohl die Schiersteiner als auch die Weisenauer Brücke zeitgleich eröffnet.
Zum Zeitpunkt der Eröffnung der Schiersteiner Brücke endete die Schnellstraße noch am südlichen Ende an der heutigen Anschlussstelle Mainz-Mombach, da die sich anschließende Hochstraße noch nicht fertiggestellt war. Mit dem Bau der Hochstraße Lenneberg wurde erst 1962 begonnen, diese wurde 1964 fertiggestellt. Die fertigen Teile der Kraftfahrstraße waren zunächst Bestandteil der Bundesstraße 262, ehe die Gesamtstrecke 1966 mit dem Weiterbau bis zum Dreieck Mainz zur Autobahn aufgestuft wurde.
Das sich nördlich an die Schiersteiner Brücke anschließende Teilstück entstand zusammen mit der Südumgehung Wiesbaden. Letztgenannte Strecke stellte die westliche Verlängerung des seit 1954 autobahnähnlich ausgebauten Rhein-Main-Schnellweges durch das südliche Wiesbadener Stadtgebiet dar. Zum Zeitpunkt der Eröffnung des ersten Abschnitts zwischen Schierstein und der Mainzer Straße bestand allerdings noch kein Anschluss an die eigentliche Strecke des Schnellweges weiter nach Frankfurt – die Lücke zwischen Mainzer Straße und Erbenheim wurde erst 1969 geschlossen. Herausragendstes Bauwerk auf diesem Abschnitt ist die Salzbachtalbrücke am östlichen Ende.
Zur Verknüpfung mit dem westlichen Mainzer Ring – damals noch als „B 262“ geführt – wurde ein höhenfreier Knotenpunkt gebaut, der beide autobahnähnlichen Schnellstraßen miteinander verband. Allerdings hat dieser, im Gegensatz zu den meisten Autobahnkreuzen, keine Parallelfahrbahnen, zudem werden die nördlichen Rampen im Gegenverkehr betrieben. Der Rhein-Main-Schnellweg (später als A 80 bezeichnet) endete zunächst noch unmittelbar westlich des Kreuzungsbauwerks, ab 1969 war dann die Verlängerung bis Frauenstein für den Verkehr freigegeben.
Auch die damalige B 262 bzw. heutige A 643 hatte zunächst ein provisorisches Streckenende nördlich des Kreuzes, sie mündete in Höhe der damals neu gebauten Siedlung Sauerland in die Saarstraße (K 645) ein. Mit dem Bau der Brücke über das Belzbach- bzw. Mosbachtal wurde 1965 begonnen. Nach Fertigstellung Ende der 1960er Jahre bildet sie seitdem einen nahtlosen Übergang zwischen Autobahn und Stadtstraße (Schiersteiner Straße).

### Der Weg zur heutigen Autobahn
Nach Aufstufung zur Autobahn war die Strecke Schiersteiner Kreuz–Dreieck Mainz Bestandteil einer Planung, die eine Autobahn A 80 zwischen der belgischen Grenze bei Steinebrück und Fulda vorsah. Die bis 1973 fertiggestellte Abschnitt Bingen–Mainz und die Abschnitte  Mainz–Schierstein und Schierstein–Eschborn waren zu diesem Zeitpunkt bereits als Autobahn bzw. Kraftfahrstraße unter Verkehr, die Weiterführung einerseits nach Westen zur belgischen Grenze und andererseits von Frankfurt nach Fulda befanden sich zu diesem Zeitpunkt größtenteils noch in der Planung.
Die genannte Aufstufung erfolgte jedoch ohne bauliche Anpassungen entlang der bestehenden Straßen, weshalb das gesamte Brückenbauwerk zwischen Schierstein und Mombach über keine Standstreifen und Beschleunigungs-/Verzögerungsstreifen verfügte. Ebenfalls untypisch für eine Autobahn war die durchgehende Anbringung von Straßenbeleuchtung. Die Nummer A 80 wurde – wie damals üblich – nirgends auf Wegweisern ausgewiesen, sondern nahezu ausschließlich intern zur Verwaltung verwendet.
Das nördlichste Stück zwischen dem Übergang in die B 262 und dem Schiersteiner Kreuz ist in einigen Straßenkarten bis in die 1980er Jahre nicht als Autobahn, sondern als Kraftfahrstraße eingetragen. Möglicherweise wurde dieses Teilstück erst nachträglich zur A 643 aufgestuft. Die Anschlussstelle Mainz-Gonsenheim wurde in den 1980er Jahren nachträglich gebaut.
Ein neues Nummerierungssystem mit Einteilung in überregionale, regionale und lokale Autobahnen sowie der Ausweisung der Nummern auf den Wegweisern wurde zwei Jahre später im Jahr 1975 eingeführt. Ein zuvor im Bedarfsplan Bundesfernstraßen 1971–1985 beschriebenes System, dass den vom Berliner Ring abzweigenden Strecken die einstelligen Nummern A 1 bis A 6 zuordnete, konnte sich, auch im Hinblick auf die damals noch bestehende Deutsche Teilung, nicht durchsetzen. Die Strecke belgische Grenze–Fulda wurde nun auf drei Autobahnen aufgeteilt: Vom Grenzübergang Steinebrück bis zum Rüsselsheimer Dreieck bekam die Autobahn die Nummer A 60. Dabei wurde der bislang als B 9 geführte südliche Teil des Mainzer Rings letztlich auch zu einer Autobahn hochgestuft, ebenfalls ohne bauliche Veränderungen. Von Wiesbaden nach Fulda bekam die Autobahn die Nummer A 66. Das kurze Verbindungsstück, das den westlichen Teil des Mainzer Rings bildet, bekam gemäß der Vorgaben für kurze, lokal verlaufende Strecken eine dreistellige Nummer, die A 643.
Zeitweise war eine nördliche Verlängerung der Autobahn durch das Wiesbadener Stadtgebiet bis Taunusstein-Neuhof geplant; bis auf einen großzügig trassierten Abschnitt der Bundesstraße 417 zwischen Neuhof und dem Wiesbadener Nordfriedhof wurde dieses Projekt nie realisiert. Denkbar wäre auch eine Verbindung über Taunusstein hinaus mit der A 3 bei Idstein gewesen. Zur Verbindung beider Abschnitte hätte eine Schnellstraße mitten durch das Wiesbadener Stadtgebiet gebaut werden müssen; Pläne des Architekten Ernst May aus den 1960er Jahren sahen eine solche Verbindung vor. Zwischen dem Autobahnende und dem Beginn des Abschnitts der B 417 am Nordfriedhof befand sich am Michelsberg eine 1971 gebaute Hochbrücke. Diese war als Vorleistung für die städtische Hochstraße geplant. Im Jahr 2001 wurde das überdimensionierte und größtenteils nutzlose Bauwerk abgerissen.

### Liste der Verkehrsfreigaben
| Abschnitt                                             | Jahr     | km     | Bemerkungen                             |
| ----------------------------------------------------- | -------- | ------ | --------------------------------------- |
| Übergang B 262 – südl. AS Wiesbaden-Dotzheim          | ca. 1967 | 0,4 km |                                         |
| südl. AS Wiesbaden-Dotzheim – AS Wiesbaden-Äppelallee | 1963     | 2,1 km | als B 262, 1966 Aufstufung zur Autobahn |
| AS Wiesbaden-Äppelallee – AS Mainz-Mombach            | 1962     | 1,5 km | als B 262, 1966 Aufstufung zur Autobahn |
| AS Mainz-Mombach – Dreieck Mainz                      | 1966     | 4,1 km |                                         |

## Sechsstreifiger Ausbau und Neubau der Schiersteiner Brücke
Bereits einige Jahre nach Eröffnung war das Brückenbauwerk dem Verkehr nicht mehr gewachsen – statt der beim Bau prognostizierten 20.000 Fahrzeuge pro Tag waren es bis Mitte der 1990er Jahre schon fast 80.000. Daher wurde erstmals in den Jahren 1997 bis 1999 eine Instandsetzung des Hauptbrückenbauwerks über den Rhein zusammen mit der Erneuerung des Fahrbahnbelags durchgeführt. Im Zuge dessen wurde auch die Straßenbeleuchtung auf der Brücke sowie entlang der Autobahn auf Wiesbadener Gebiet, die noch aus der Zeit als Kraftfahrstraße stammte, entfernt.
Ein sechsstreifiger Ausbau der A 643 vom Schiersteiner Kreuz zum Autobahndreieck Mainz wurde für den Bundesverkehrswegeplan 2003 als Weiterer Bedarf neu angemeldet. Nach einer Begutachtung der sanierten Brücke im Jahr 2006 wurden weiterhin gravierende Mängel wie Risse in der Konstruktion festgestellt, woraufhin eine Absenkung des Tempolimits von 100 km/h auf 60 km/h angeordnet wurde, das ab September 2008 mit einer Geschwindigkeitsmessanlage überwacht wurde. Auf Basis eines Gutachtens wurde eine Restnutzungsdauer der Brücke bis zum Jahr 2015 prognostiziert. Bis zur Fertigstellung eines Nachfolgebauwerks sollte die Brücke halbjährlich auf Schadensausbreitung inspiziert werden.

### Ausbauplanung
Da ein Neubau der Schiersteiner Brücke unumgänglich wurde, entschied man sich für einen Neubau in Kombination mit sechsstreifigem Ausbau der Autobahn in diesem Bereich. Diese Kosten alleine für die Verbreiterung der Fahrbahn – vom Autobahndreieck Mainz bis zum Schiersteiner Kreuz – wurden 2008 auf 200 Millionen Euro geschätzt. 

Strittig ist nach wie vor der Ausbau im Gebiet des Naturschutzgebiets Mainzer Sand. Das Gebiet genießt höchsten Schutz auf europäischer Ebene, denn es ist als FFH- und als EU-Vogelschutzgebiet ausgewiesen. Die Autobahn hatte bei ihrem Bau in den 1960er Jahren das intakte Gebiet zweigeteilt. Auch das Naturschutzgebiet Mombacher Rheinufer wird durch die möglichen Baumaßnahmen ebenso betroffen. Die dort liegenden Wiesen dienen u. a. den Weißstörchen in der Region als wichtige Nahrungsbiotope. Von Naturschutzverbänden wurde eine Beibehaltung der vierstreifigen Ausbauvariante unter Einbeziehung der zwei Standstreifen im Bedarfsfall sowie Landschaftsbrücken über die Autobahn in Höhe der vorhandenen Wege angeregt. Hierzu wurde ein Bündnis von Naturschutzverbänden und einigen Parteien gegründet. Der Koalitionsvertrag der rot-grünen Landesregierung von 2011 des Kabinett Beck V wurde als Ziel des Bündnisses definiert, dieses Modell umzusetzen. Damit wäre nur die Schiersteiner Brücke und ihre nördliche Fortsetzung sechsstreifig ausgebaut worden, die Strecke zwischen dem Dreieck Mainz und der Anschlussstelle Mainz-Mombach jedoch vierstreifig mit temporärer Standstreifenfreigabe geblieben, die zulässige Höchstgeschwindigkeit sollte von derzeit 100 auf 80 km/h gesenkt werden. Das Bundesverkehrsministerium wies jedoch bereits im Sommer 2013 diese „4+2“-Lösung zurück und bestand auf einem sechsstreifigen Ausbau südlich der Schiersteiner Brücke.
Im Februar 2015 kündigte der rheinland-pfälzische Verkehrsminister Roger Lewentz (SPD) an, den Abschnitt südlich der Schiersteiner Brücke sechsspurig ausbauen zu wollen. 
Als Kompensationsmaßnahme für durch den Ausbau notwendige Eingriffe in den wertvollen Weichholzauenbestand der Rettbergsaue soll der verlandete Altrheinarm der Schönborn’schen Aue vor Geisenheim wieder renaturiert werden. Dort soll eine Auenwaldlandschaft mit ihrer typische Auenvegetation entstehen.
Im Jahre 2025 teilte die EU-Kommission mit, dass sie dem Ausbau der A643 zwischen Mainz-Gonsenheim und Mainz-Mombach nicht zustimmt.

### Brückenneubau und Vollsperrung
Der Planfeststellungsbeschluss für den sechsstreifigen Neubau der Schiersteiner Brücke wurde am 2. Januar 2012 vom hessischen Verkehrsminister Dieter Posch und am 2. März 2012 vom rheinland-pfälzischen Verkehrsminister Roger Lewentz unterzeichnet. Der Siegerentwurf für das neue Brückenbauwerk, das aus zwei parallelen Einzelbauwerken bestehen wird, wurde im Dezember 2007 bestimmt. Erste vorbereitende Arbeiten wurden bereits im Februar und März 2012 am Schiersteiner Kreuz durchgeführt. Offizieller Spatenstich für die neue Brücke mit Bundesverkehrsminister Peter Ramsauer war am 12. September 2013. Zunächst sollte das Bauwerk für die Fahrtrichtung Süd westlich neben der Bestandsbrücke gebaut werden, über die während der Bauarbeiten der Verkehr weiterhin fließen sollte. Nach Fertigstellung des ersten Teilbauwerks sollte der Verkehr auf dieses umgelegt werden, woraufhin der Abriss der alten Brücke und der Neubau des zweiten Teilbauwerks anstelle der alten starten sollte. Zum Zeitpunkt des Baubeginns ging man von einer Fertigstellung der ersten Brückenhälfte bis Mitte 2016 aus.

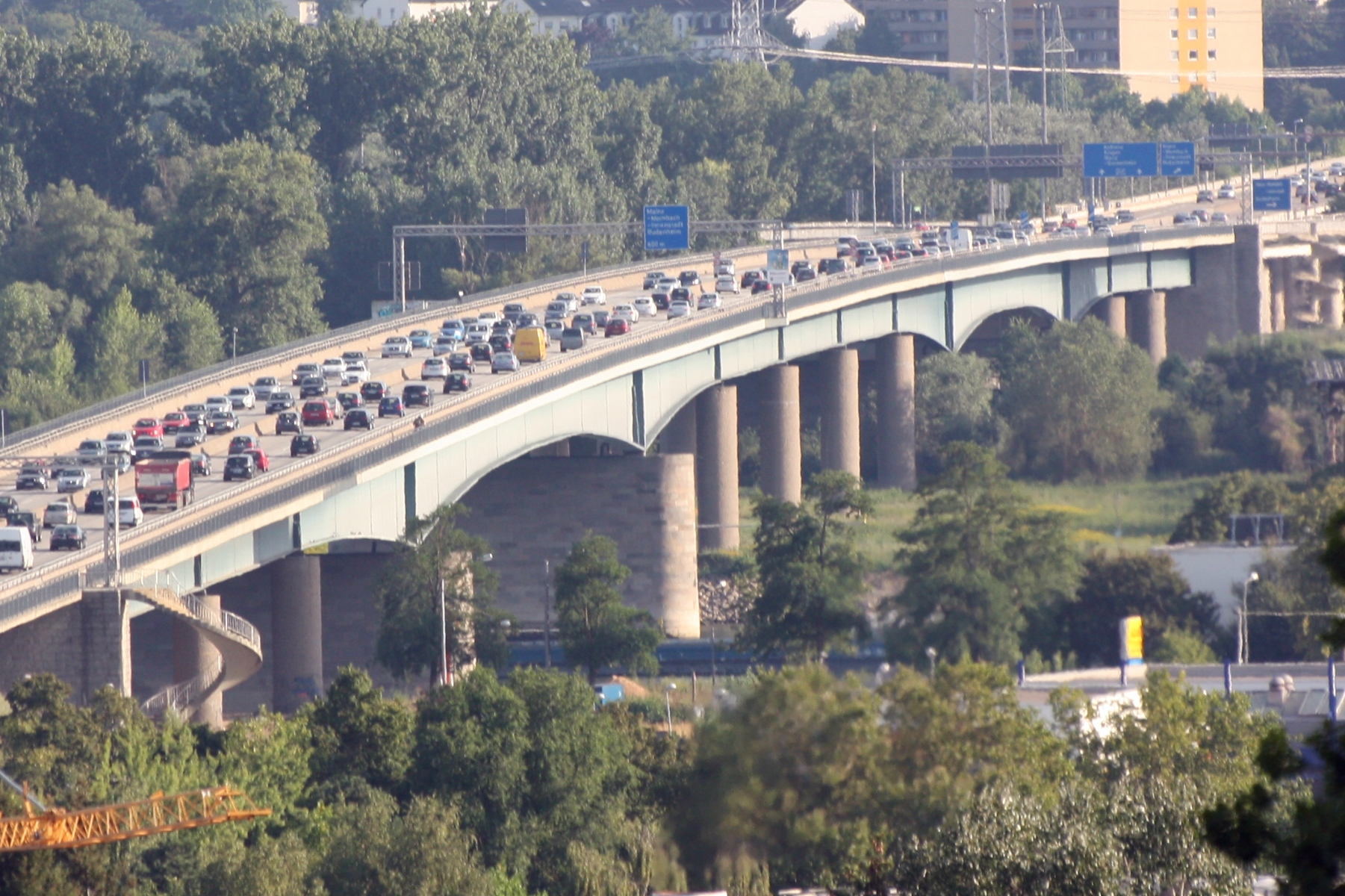
Altes Brückenbauwerk kurz vor Beginn der Bauarbeiten im August 2013
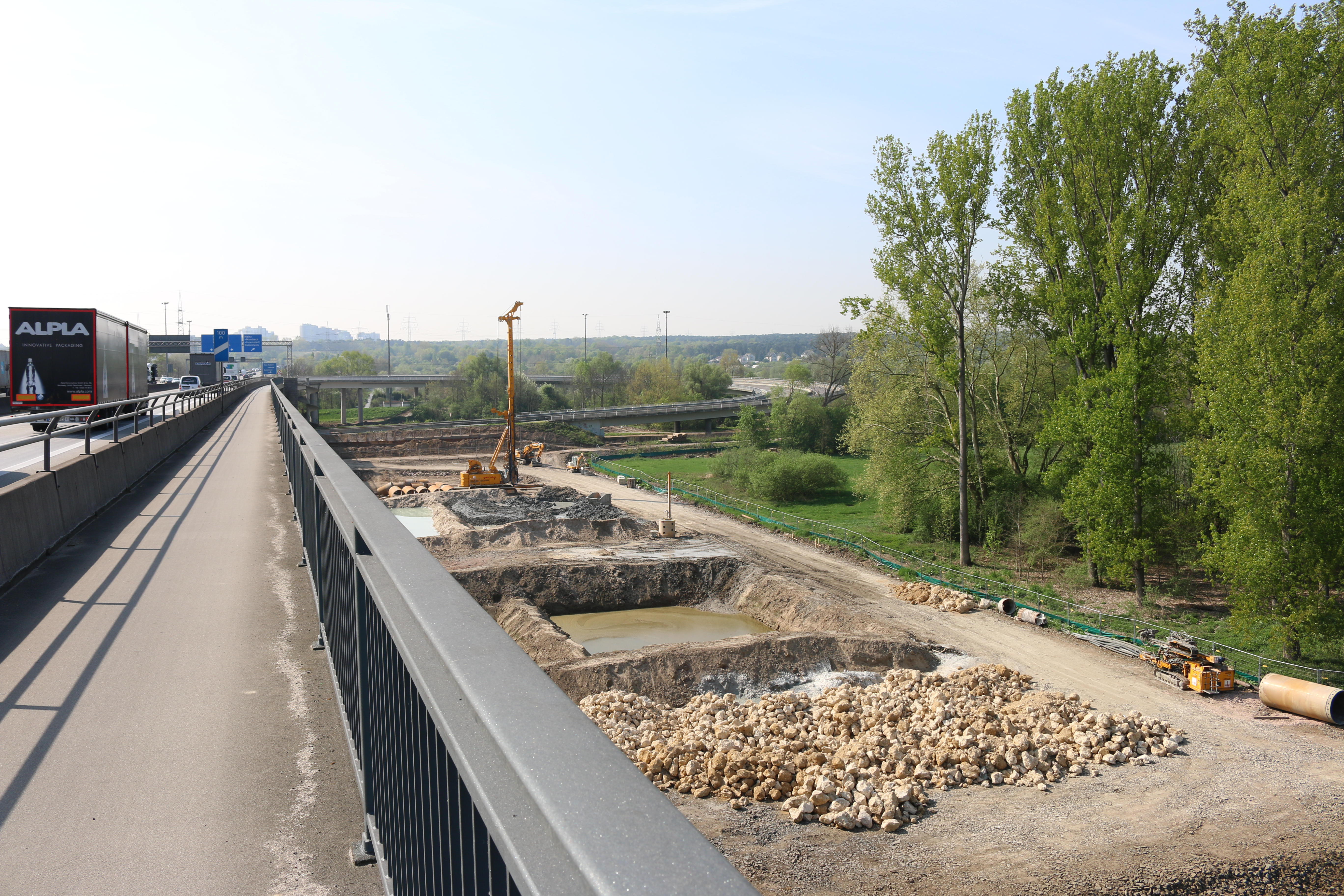
Vorbereitetes Baufeld im April 2014
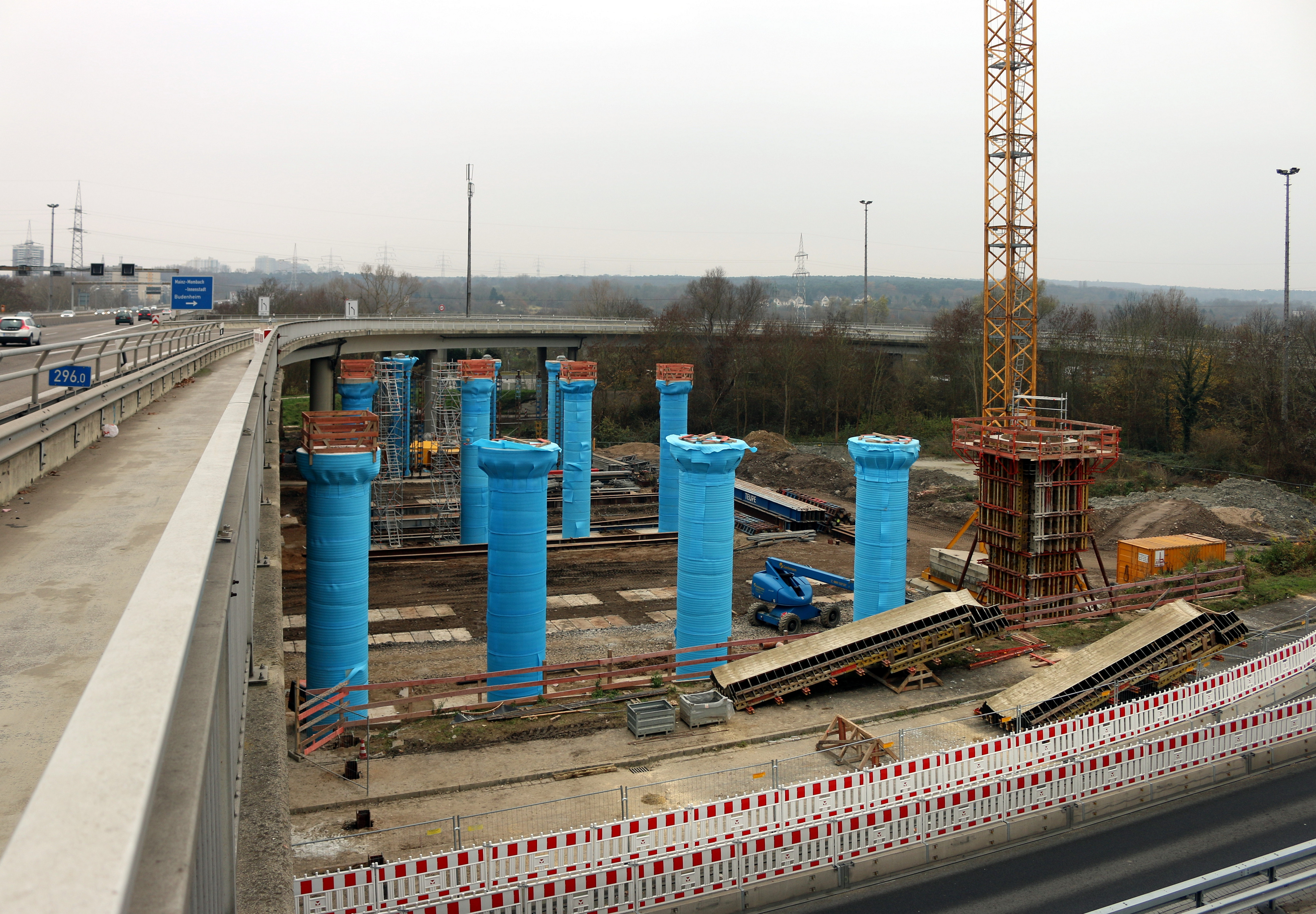
Fertige Brückenpfeiler am südlichen Ende (AS Mainz-Mombach), November 2014
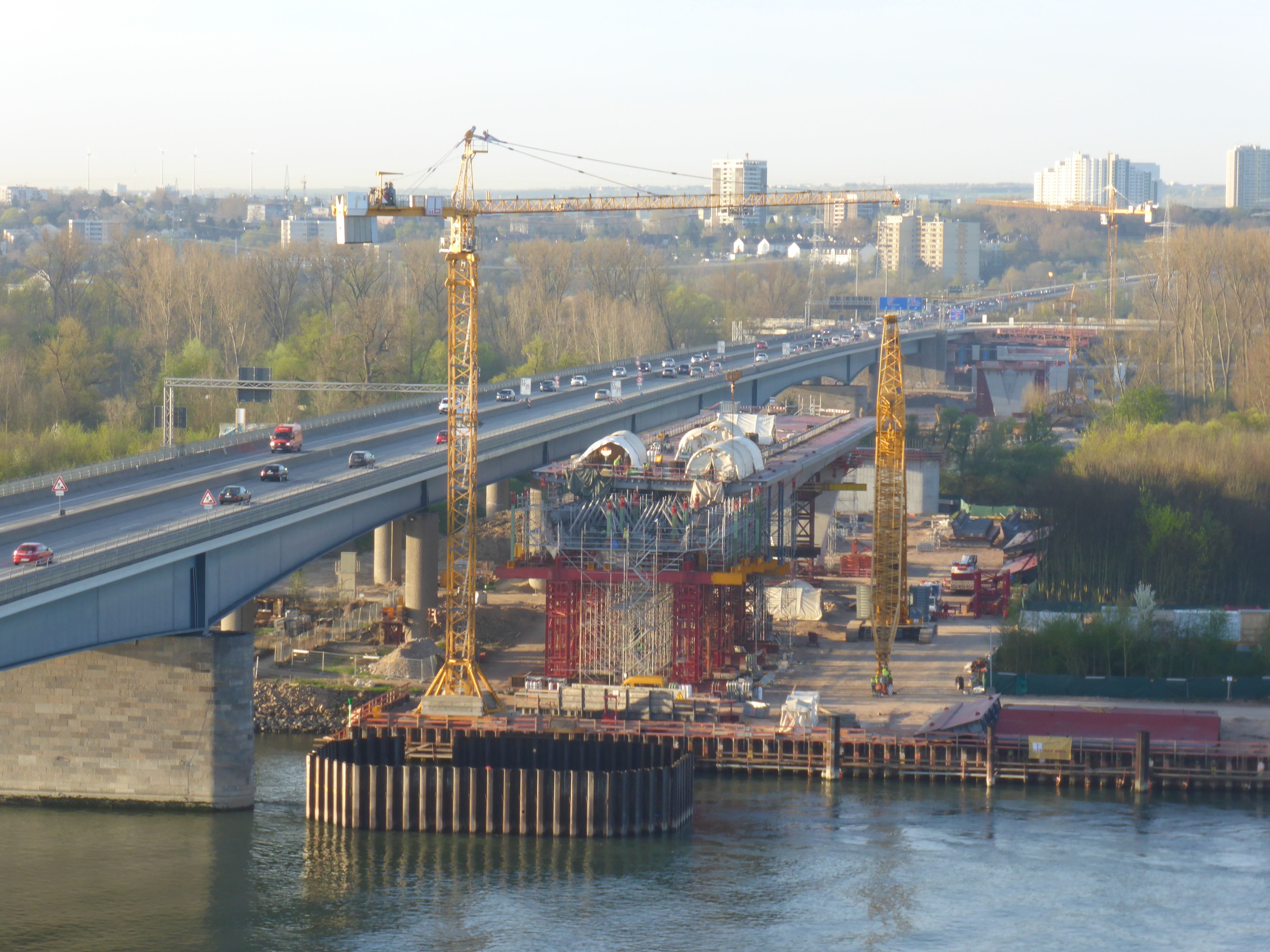
Erster Teil des Überbaus auf der Rettbergsaue, April 2015

Am 10. Februar 2015 gegen 22 Uhr wurde bei Bauarbeiten für einen Pfeiler der neuen Brücke eine Absenkung der Fahrbahn im Bereich der Anschlussstelle Mainz-Mombach, am südlichen Ende der alten Schiersteiner Brücke, bemerkt. Die Autobahn wurde daraufhin umgehend zwischen den Anschlussstellen Wiesbaden-Äppelallee und Mainz-Mombach voll gesperrt. Es kam in der gesamten Region um Mainz und Wiesbaden zu einem Verkehrschaos, da hier mit der Theodor-Heuss-Brücke und der Weisenauer Brücke der A 60 lediglich zwei weitere für den Straßenverkehr freigegebene Brücken existieren. Auch die Rheinfähre zwischen Oestrich-Winkel und Ingelheim war als alternative Rheinquerung zeitweise überlastet. Nachdem die Fahrbahn mittels hydraulischer Pressen wieder in die Ursprungslage angehoben wurde, konnte die Vollsperrung am 12. April 2015 für Kraftfahrzeuge unter 3,5 Tonnen wieder freigegeben werden. Diese Beschränkung wurde mithilfe eines Weight-in-Motion-Systems (WIM) kontrolliert. Dieses misst im drüberfahren das zulässige Gewicht und Breite der Fahrzeuge. Sollte ein Fahrzeug, das entweder schwerer als 3,5 Tonnen oder breiter als 2,2 Meter ist, die Anlage passieren, schaltete eine Ampel auf rot und eine Schranke versperrte die Zufahrt zur Brücke. Das Fahrzeug musste dann an der jeweiligen Anschlussstelle von der Autobahn abfahren.
Hierzu wurde im jeweiligen Vorlauf die beiden Fahrspuren pro Richtung getrennt: Jeweils die linke bzw. in Schierstein  die beiden linken Fahrspuren führten über die Schiersteiner Brücke, die rechte Fahrspur diente zur Abfahrt an den Anschlussstellen Äppelallee oder Mombach. Auf der getrennten linken Fahrspur fand dann die Überprüfung statt. Ein weiteres WIM-System befindet sich an der Auffahrt Mombach Richtung Wiesbaden. Die Auffahrt Äppelallee Richtung Mainz blieb komplett gesperrt, beziehungsweise diente nur noch für Rettungs- und Feuerwehrfahrzeuge als Zufahrt. Die Abfahrt Mombach von Wiesbaden kommend blieb ohnehin wegen des Brückenneubaus geschlossen, die Umleitung führte über die nächste Anschlussstelle Mainz-Gonsenheim, dort wurde extra dafür ein Kreisverkehr eingerichtet, um es den Fahrzeugen zu ermöglichen, an der Anschlussstelle drehen zu können. Am Wochenende 7./8. November 2015 wurde nach Abschluss der provisorischen Reparaturarbeiten die Maßnahme aufgehoben und es konnten in beiden Fahrtrichtungen wieder Lastkraftwagen bis 40 Tonnen und einer maximalen Durchfahrtsbreite von 3,75 Metern durchfahren.

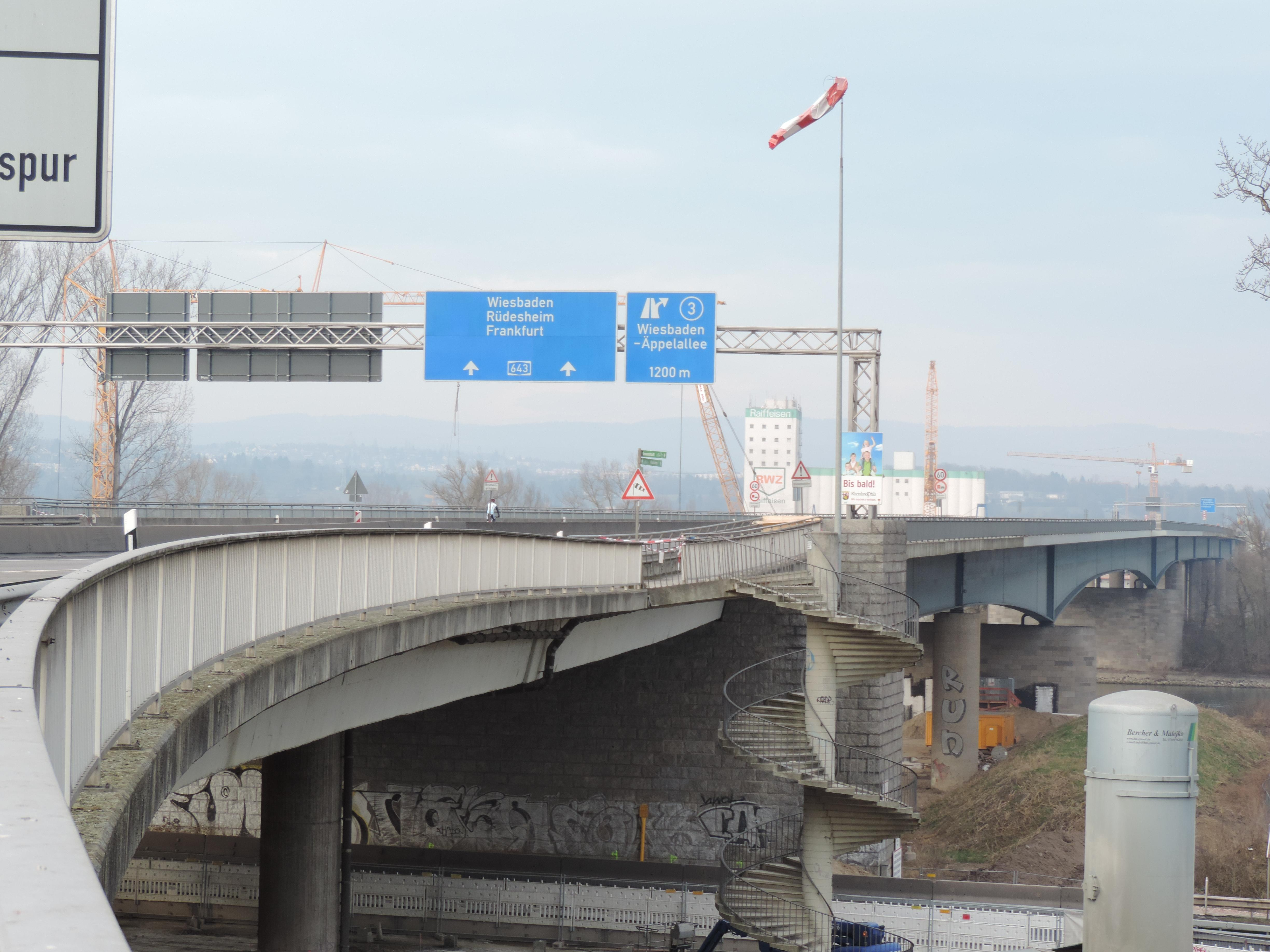
Beschädigter Brückenteil
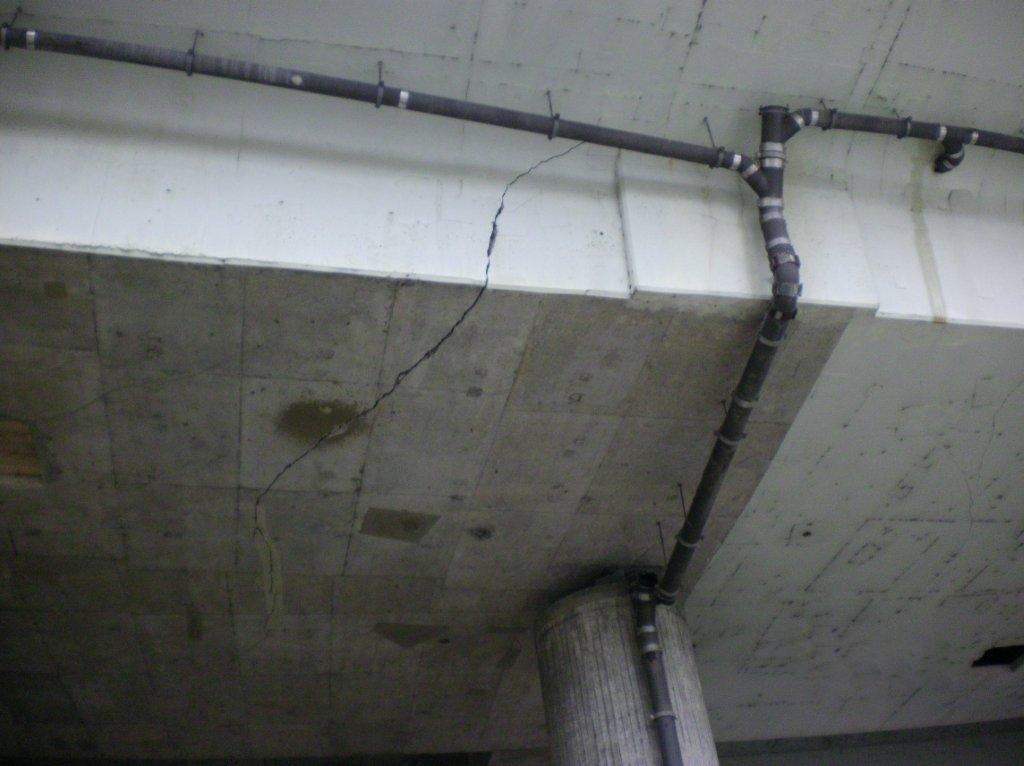
Detailaufnahme: Riss im Beton
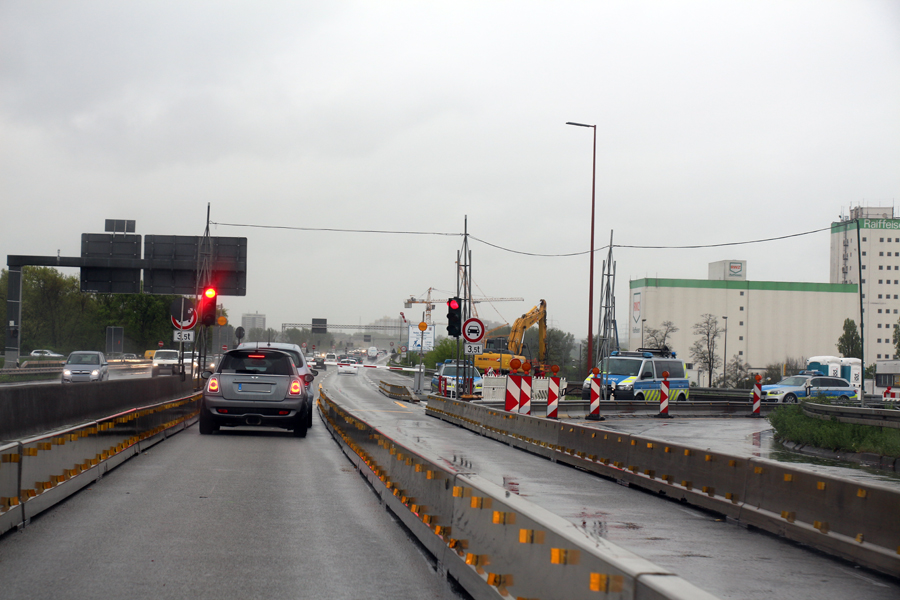
Ampelgeregelte Zufahrt
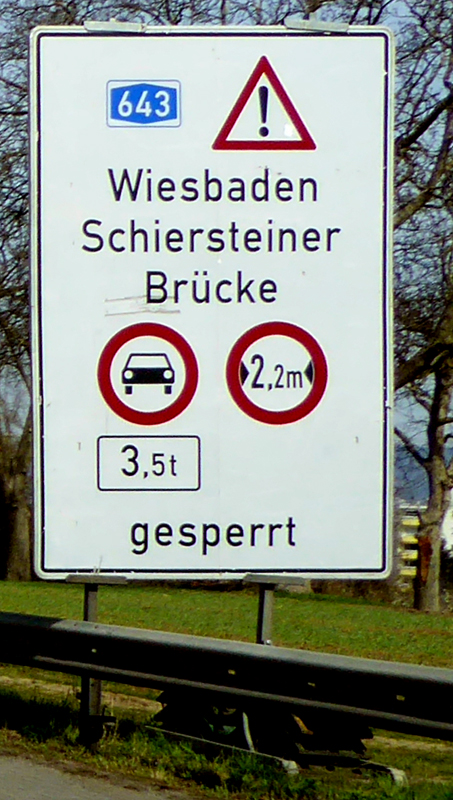
Hinweistafel auf die LKW-Sperrung (12. April – 7. November 2015)

Nach knapp über vier Jahren Bauzeit war das erste der beiden Teilbauwerke der neuen Schiersteiner Brücke im Herbst 2017 fertiggestellt. Der Verkehr wurde am 20. November 2017 vom alten Bauwerk auf das neue, zunächst provisorisch für beide Fahrtrichtungen vierstreifig markierte Bauwerk umgelegt. Die Beschränkungen für Kraftfahrzeuge über 40 Tonnen Gesamtgewicht konnten für den Streckenabschnitt wieder aufgehoben werden. Unmittelbar nach der Verkehrsumlegung begann der Abriss der alten Brücke. Im Februar 2018 wurde das über dem Rhein befindliche Mittelstück auf ein Pontonschiff abgelassen und an Land zerlegt.

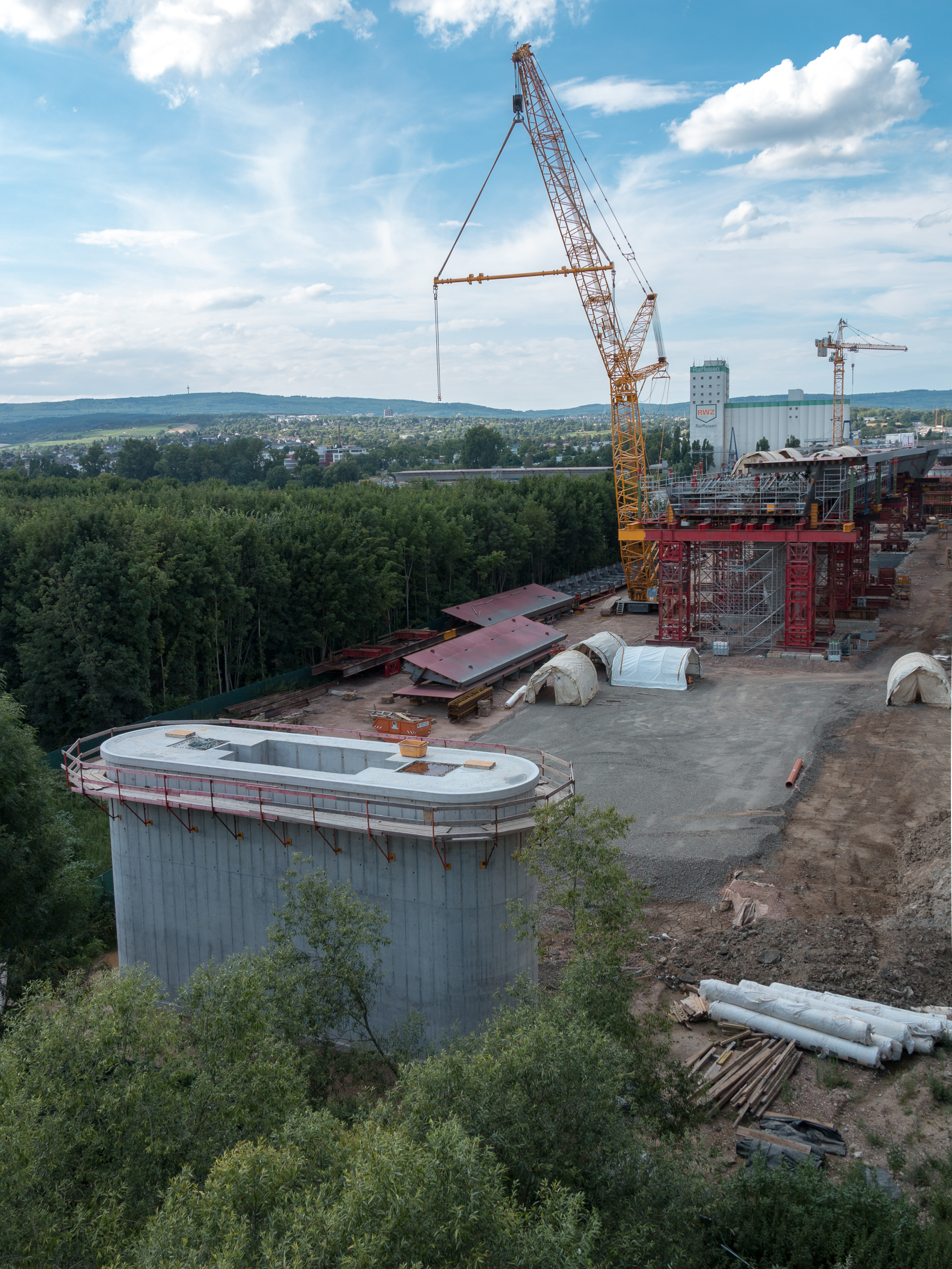
Fertige Pfeiler und beginnende Montage des Überbaus, Juli 2015
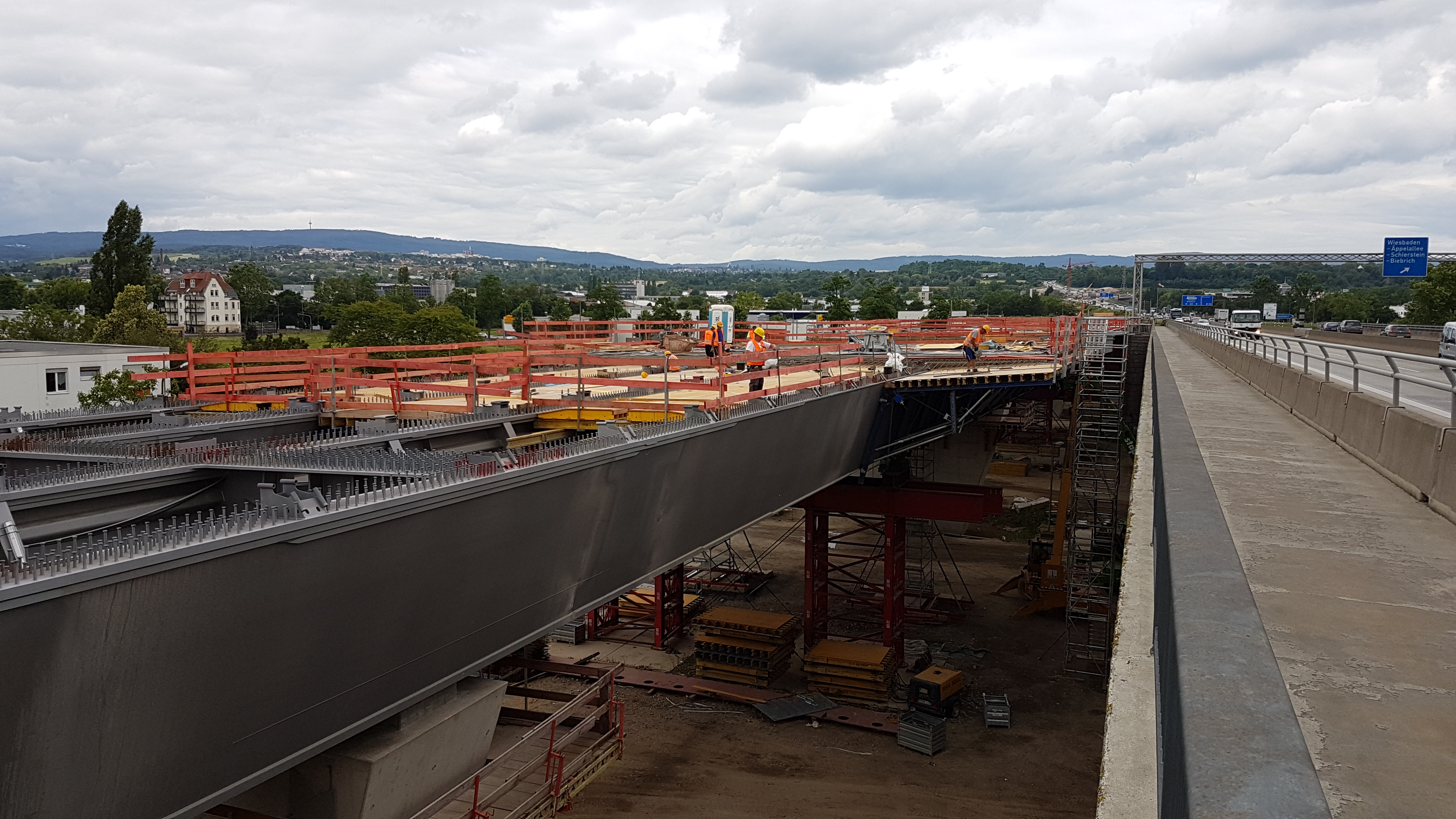
Baufortschritt Juni 2016
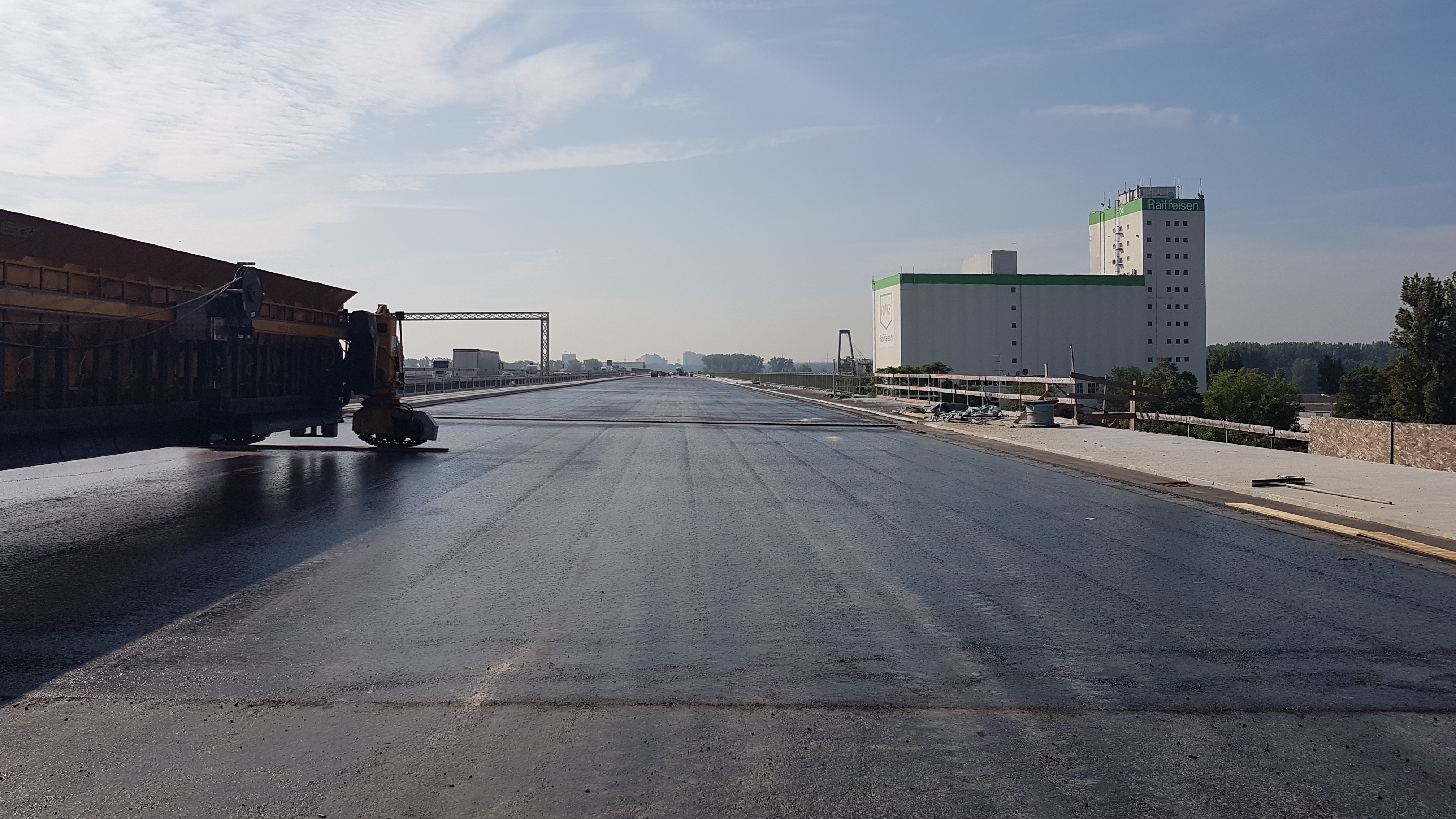
Herstellung der Fahrbahn, September 2017
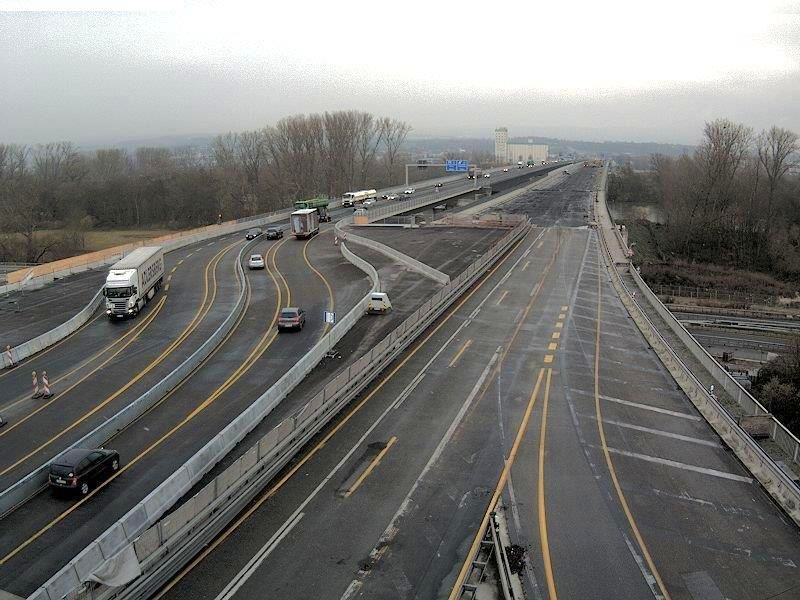
Verkehrsumlegung auf unterstromige Brücke im November 2017
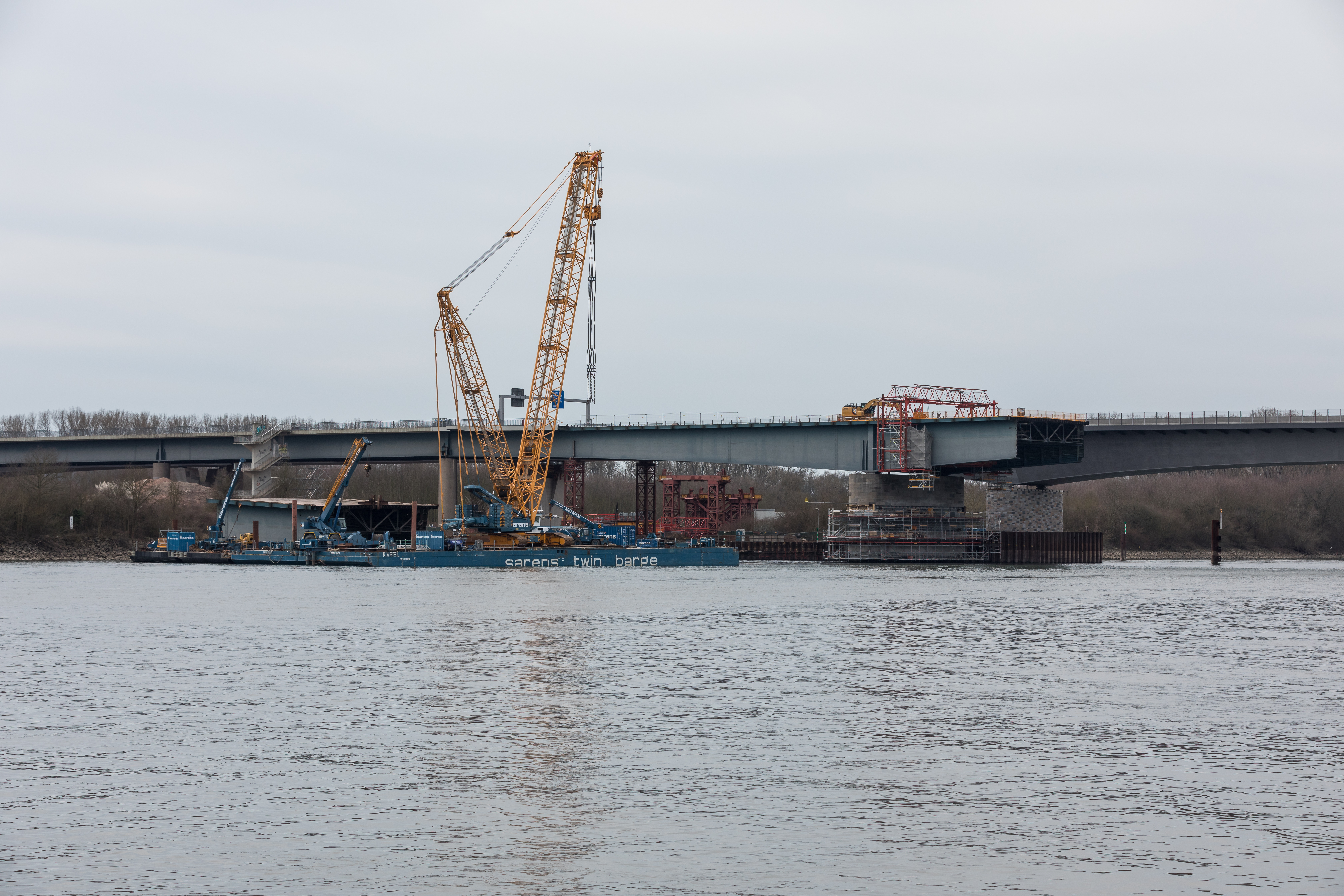
Abbruch des alten Bauwerks im März 2018

Nachdem im Herbst 2018 die Abrissarbeiten beendet waren, begann der Bau des zweiten, östlichen Teilbauwerks. Dieser verzögerte sich durch die COVID-19-Pandemie, ungünstige Witterungsbedingungen und die Vollsperrung der benachbarten Salzbachtalbrücke an der A 66 immer wieder, sodass der ursprüngliche Fertigstellungstermin im Jahr 2021 nicht mehr gehalten werden konnte.
Das letzte fehlende Stück für die östliche Brücke wurde Ende Januar 2021 per Schiff über den Rhein eingeschwommen und montiert. Daraufhin konnte die Erstellung des Überbaus starten. Mit rund zweijähriger Verzögerung war das Bauwerk im August 2023 fertiggestellt. Der Verkehrsumlegung im August 2023 ging eine letzte Vollsperrung voraus, bei der letzte Maßnahmen zur Umlegung des Verkehrs, etwa die Fahrbahnmarkierungen, durchgeführt wurden. Seit dem 14. August 2023 um 5 Uhr ist nach knapp zehnjähriger Bauzeit das Brückenbauwerk für beide Fahrtrichtungen fertiggestellt und uneingeschränkt befahrbar. Am Tag zuvor fand eine Einweihungsveranstaltung unter Anwesenheit des Bundesverkehrsministers Volker Wissing statt.

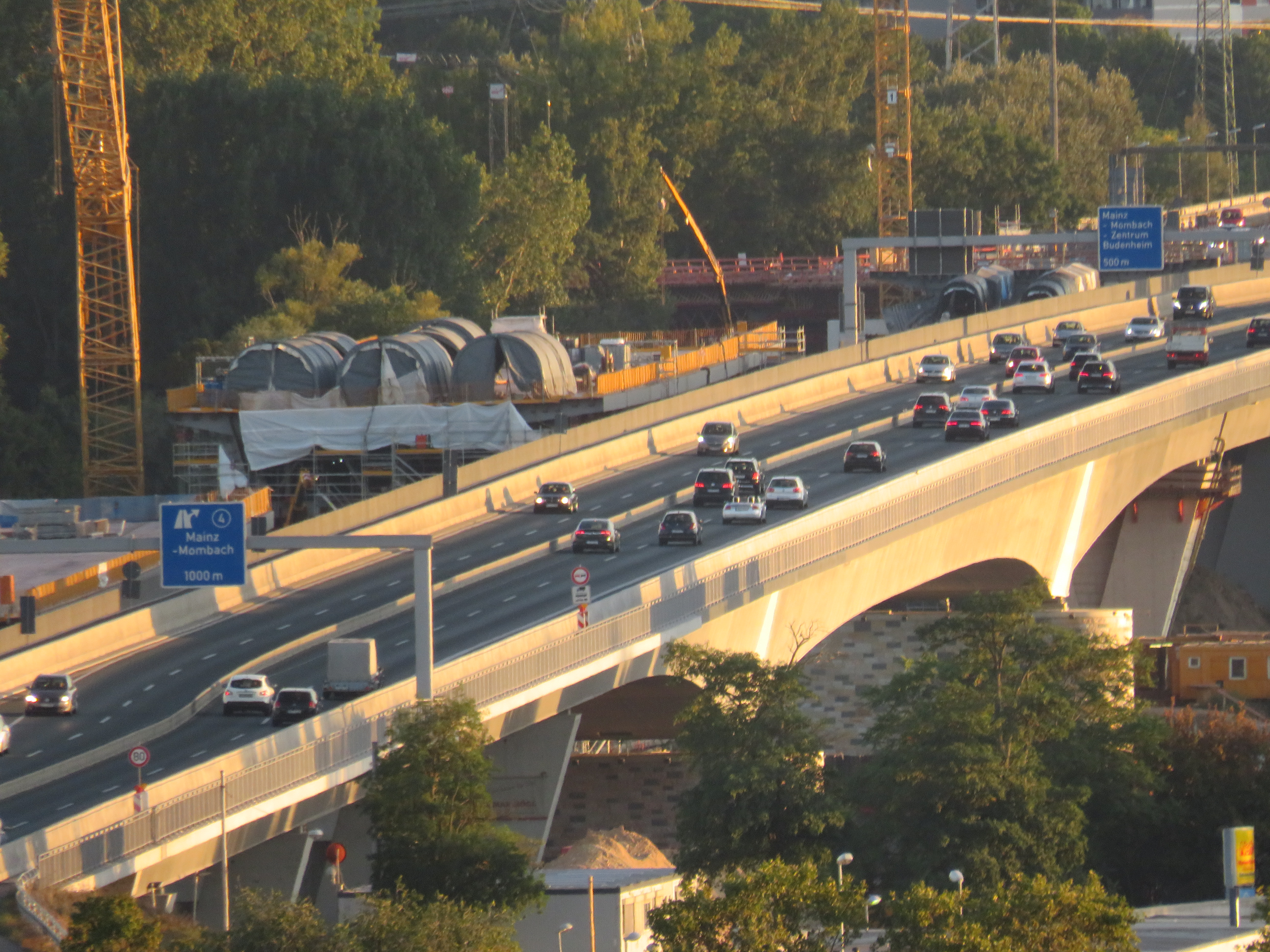
Fertige unterstromige und im Bau befindliche oberstromige Brücke im September 2019
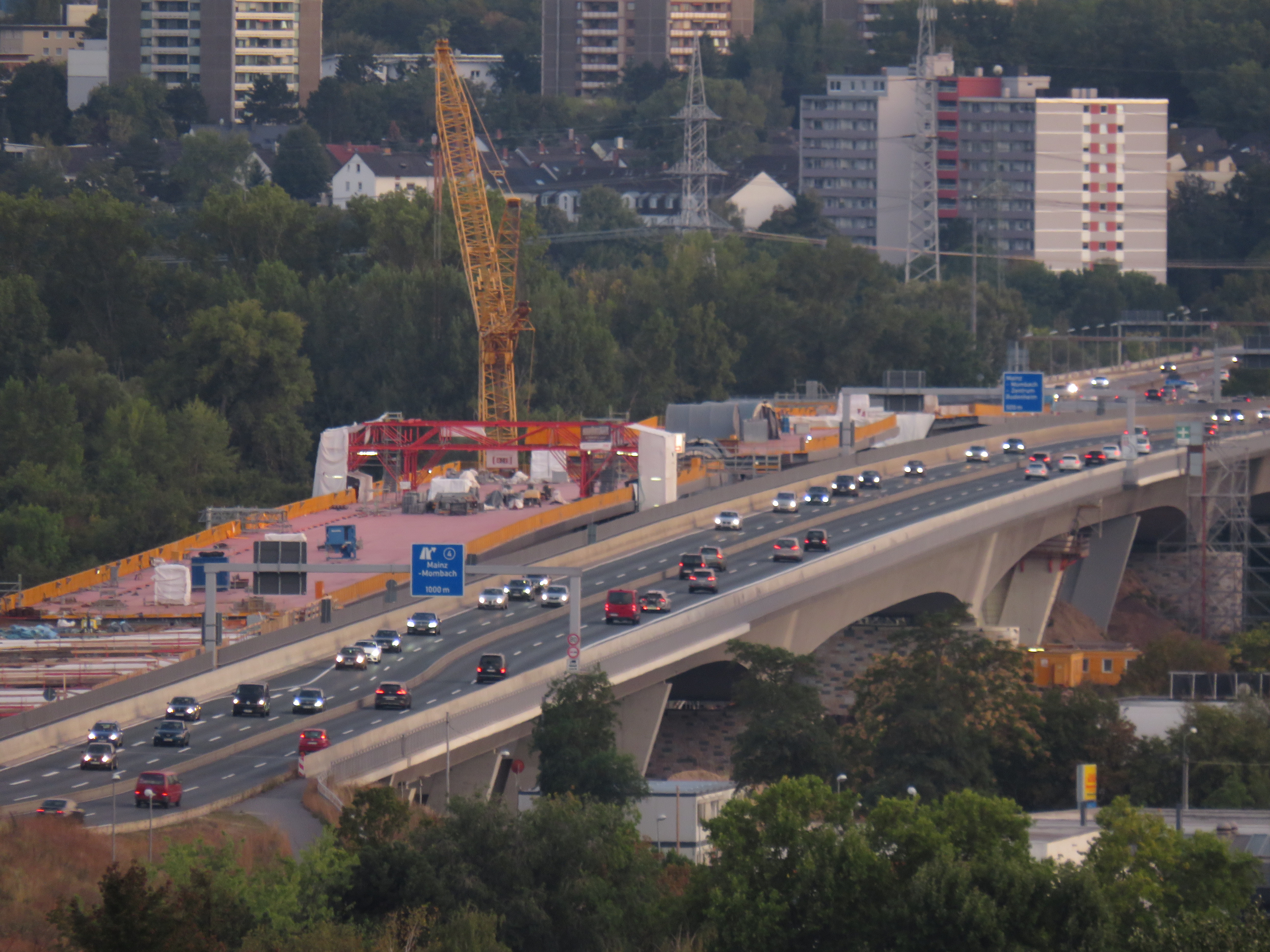
Fortgeschrittene oberstromige Brücke im September 2020
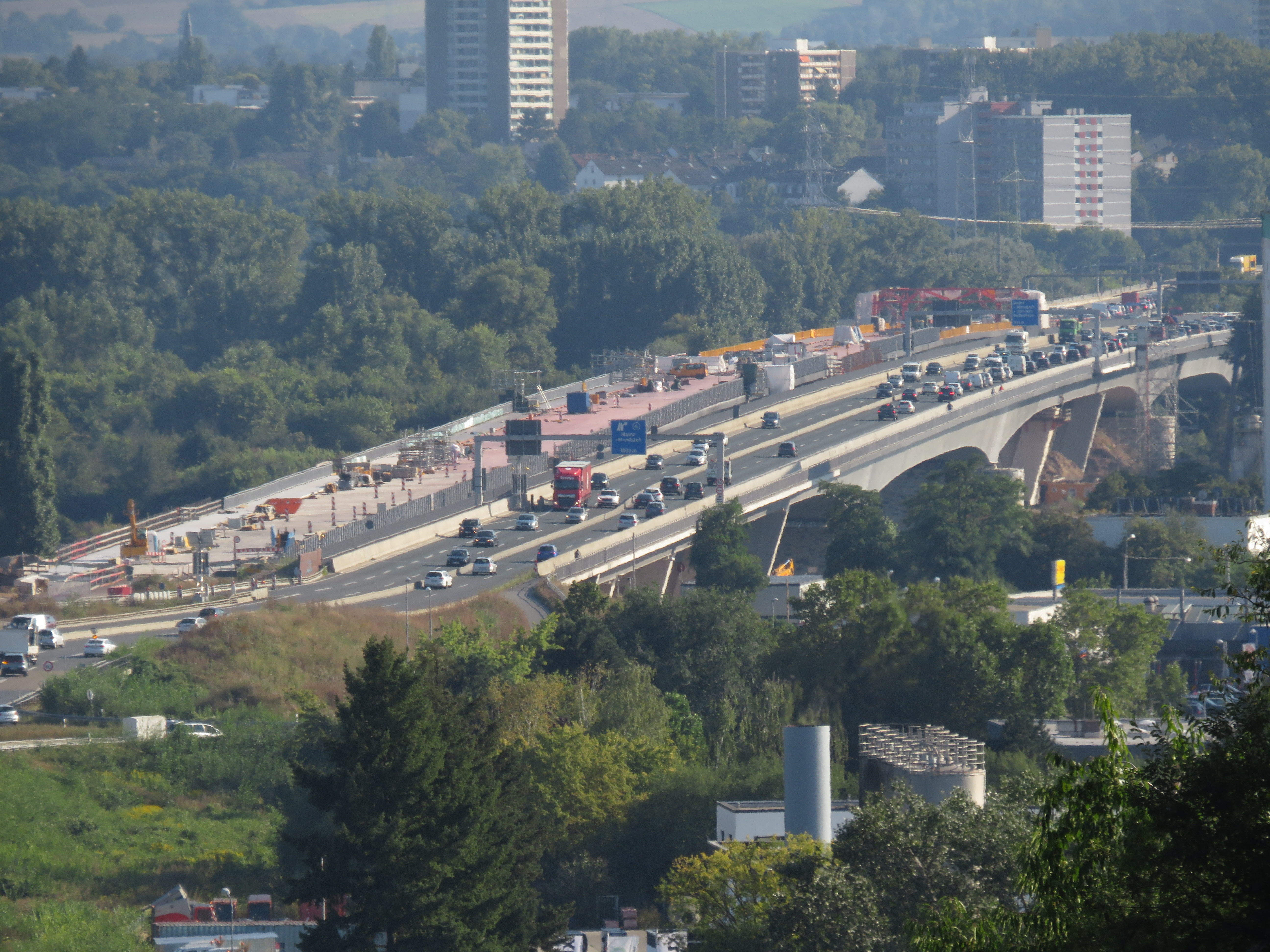
Fast fertige oberstromige Brücke im September 2021
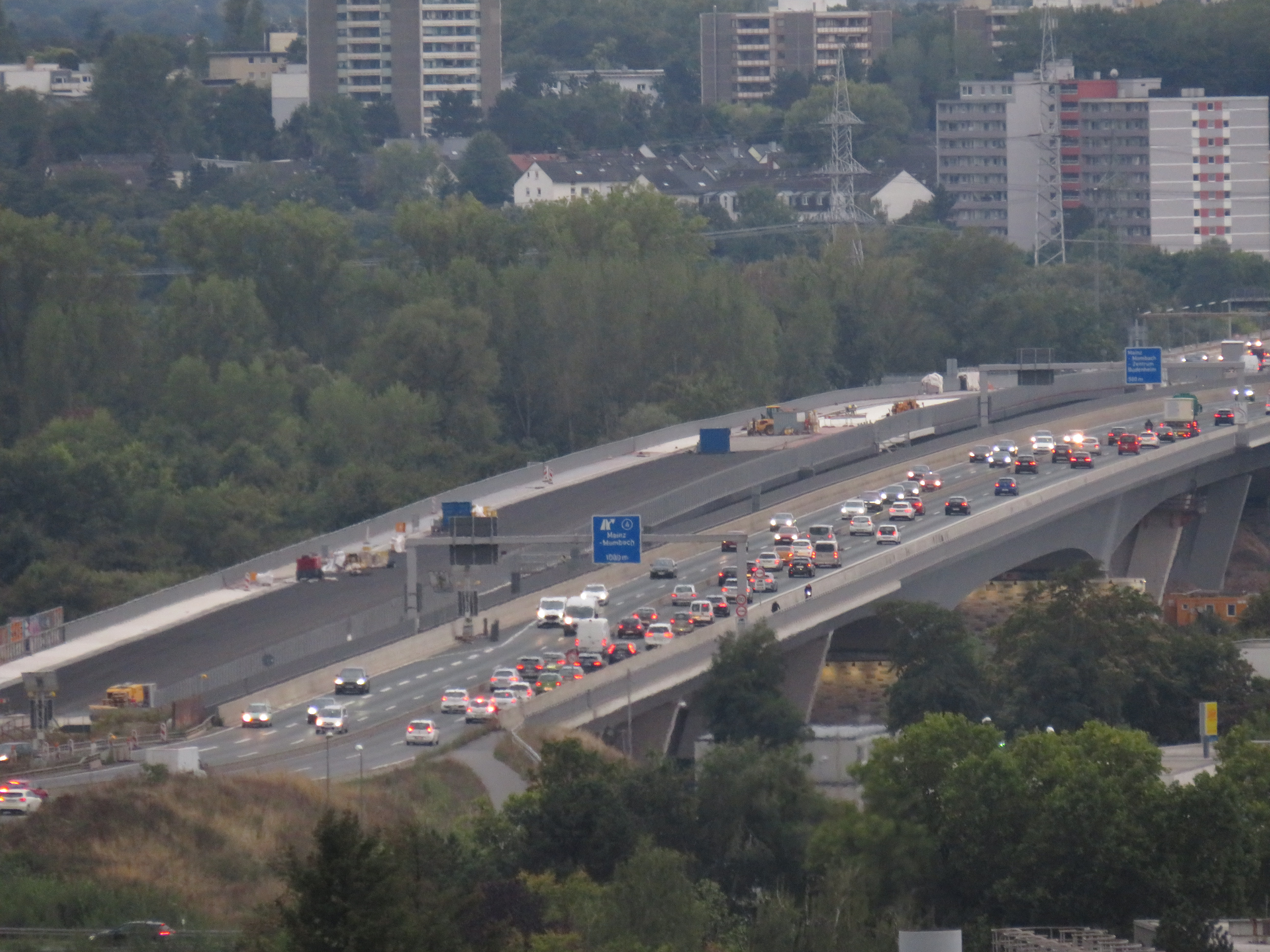
Oberstromige Brücke mit Asphaltschicht im September 2022
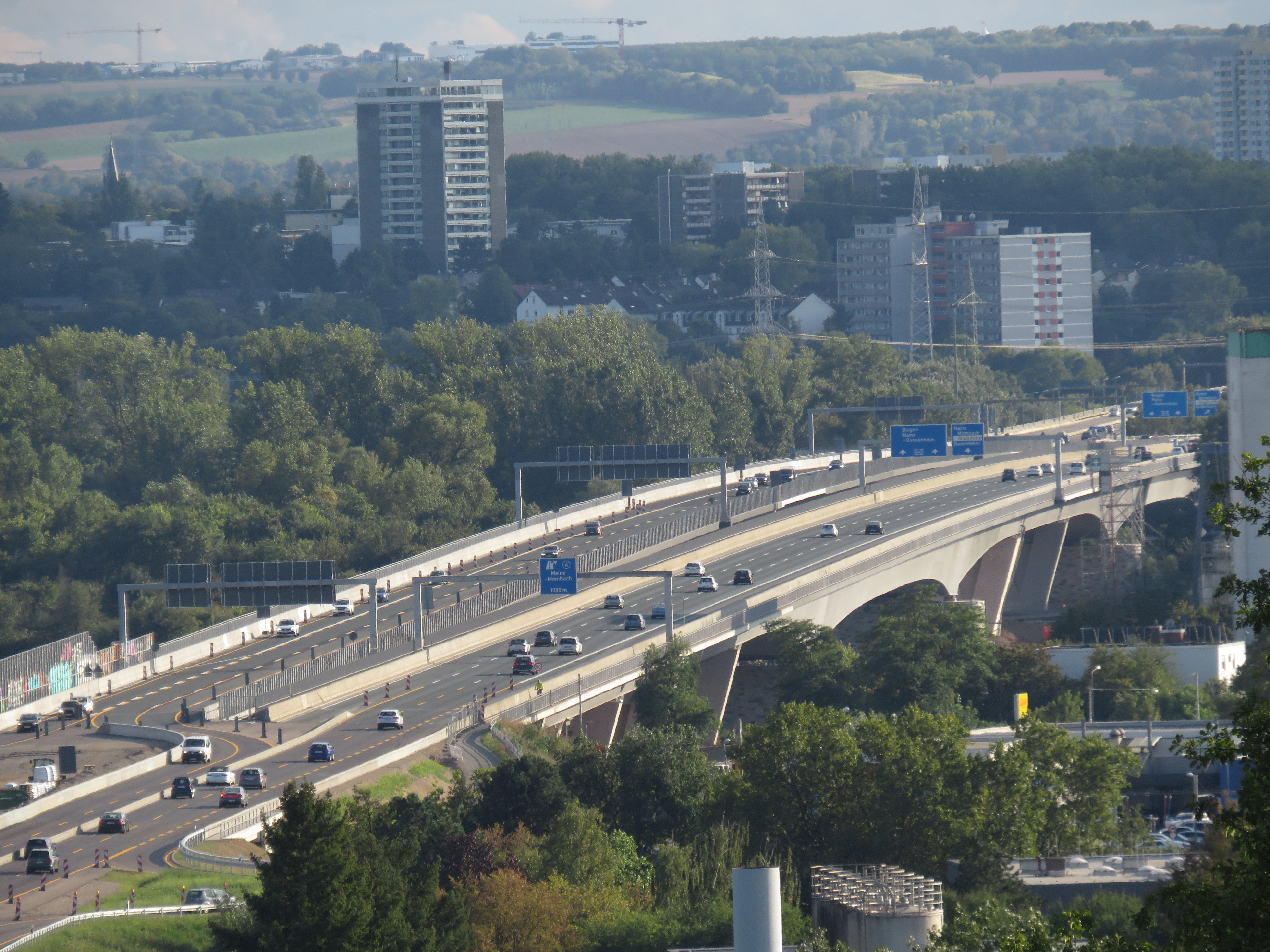
Fertiggestellte oberstromige Brücke im September 2023

### Sechsstreifiger Ausbau Schiersteiner Kreuz – Mainz-Mombach
Zusammen mit dem Neubau der Schiersteiner Brücke wurden auch vorbereitende Arbeiten für den sechsstreifigen Ausbau der Autobahn auf Wiesbadener Stadtgebiet und einen leistungsfähigeren Umbau des Schiersteiner Kreuzes durchgeführt. Das Hauptbauwerk im Schiersteiner Kreuz wurde zwischen April 2014 und Juni 2018 durch einen Neubau ersetzt. Um den Verkehr während der Bauphase aufrechtzuerhalten, wurden zwei Behelfsbrücken parallel errichtet. Auch die Brücke über die Bahnstrecke südlich des Kreuzes wurde neu gebaut und ist von der Breite her bereits für spätere zweistreifige Verbindungsrampen ausgelegt.

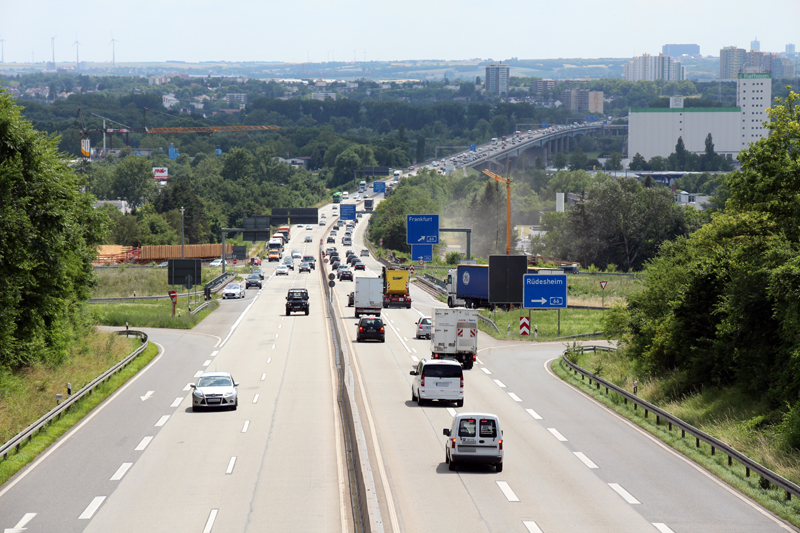
Juli 2013
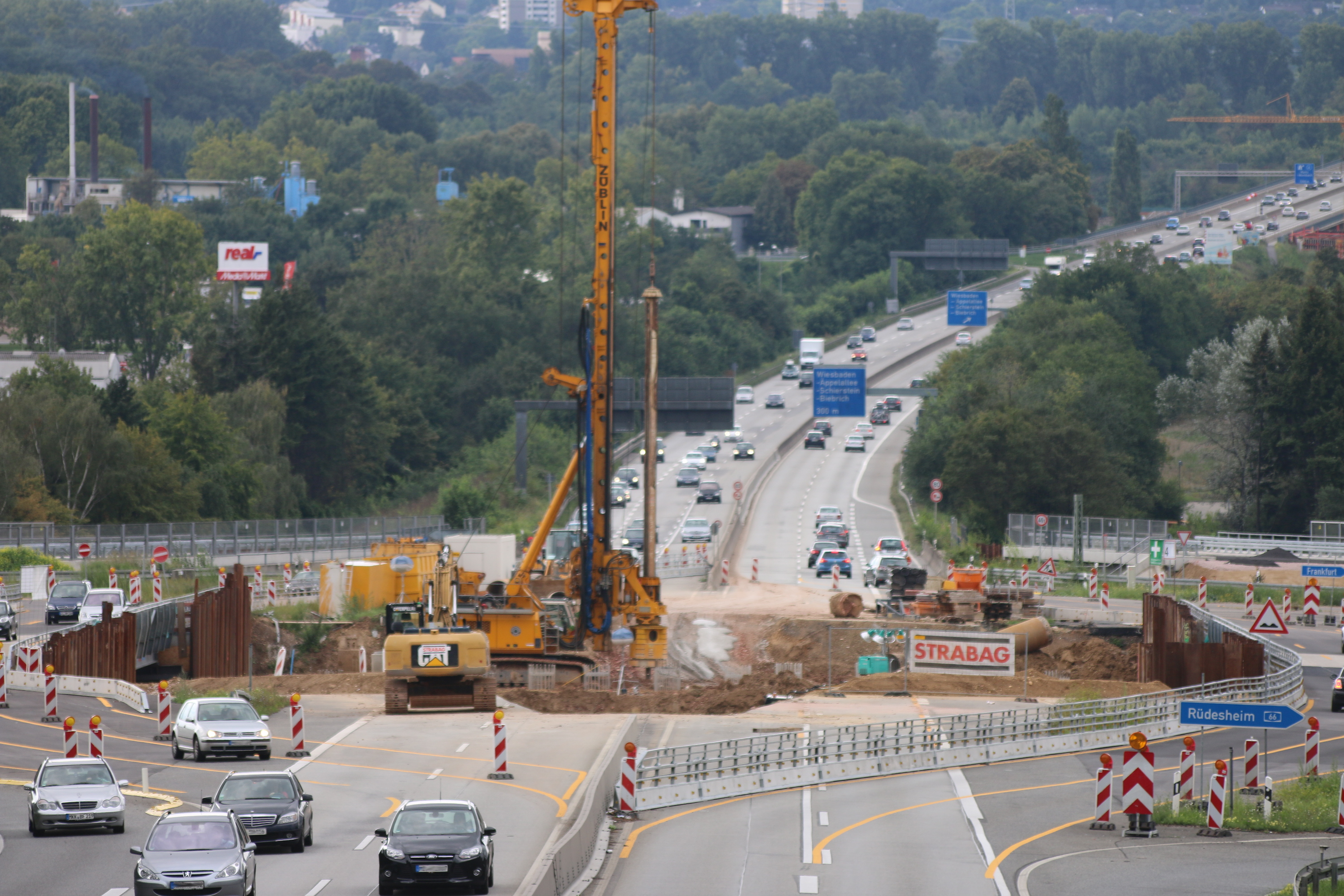
August 2014
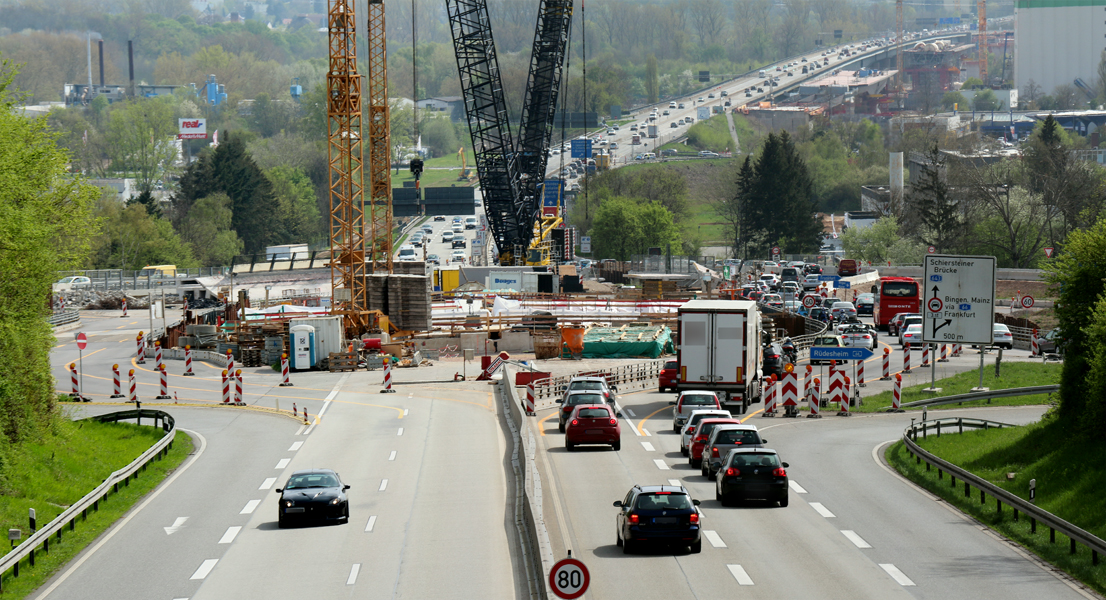
April 2015
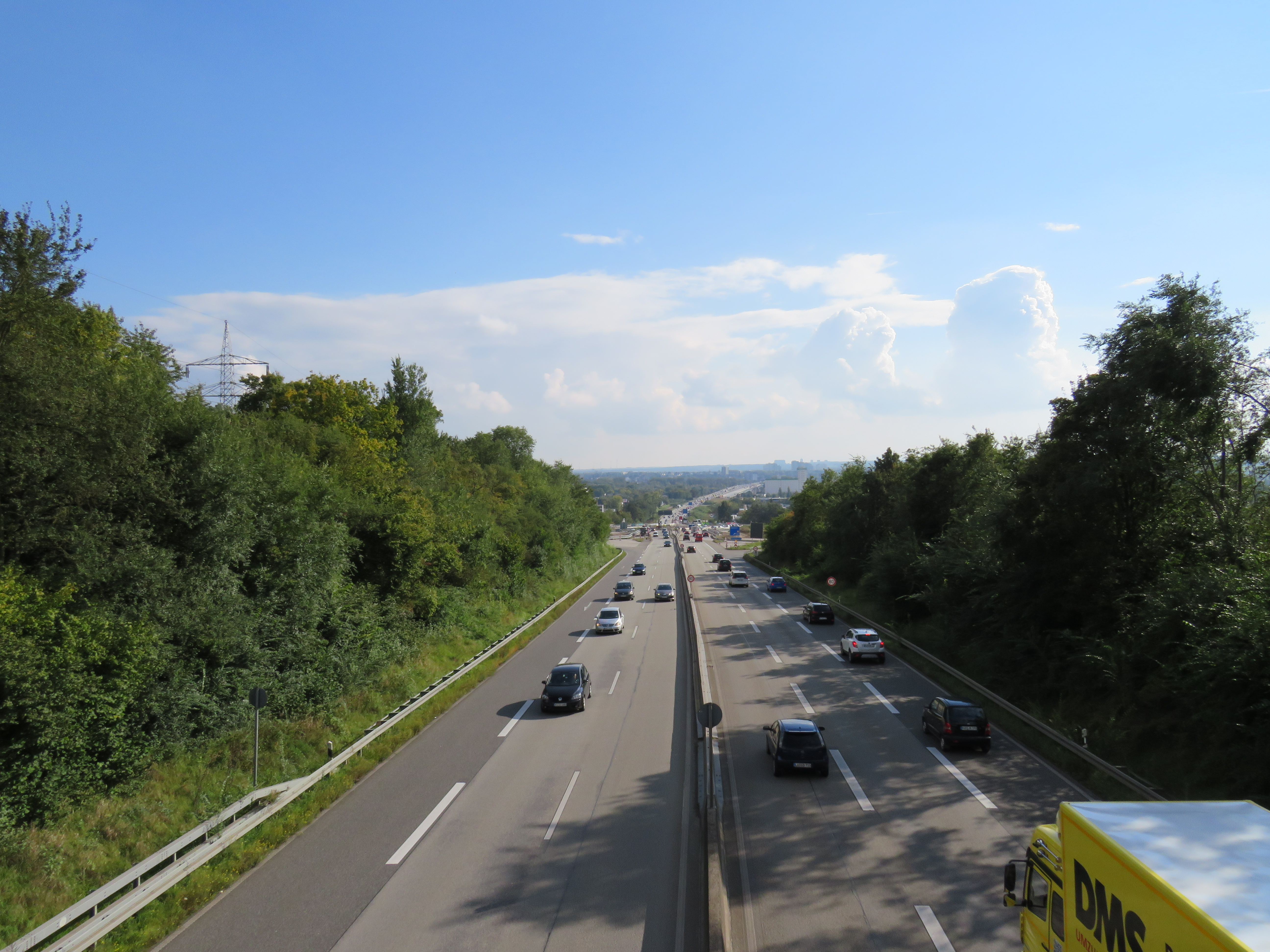
September 2017
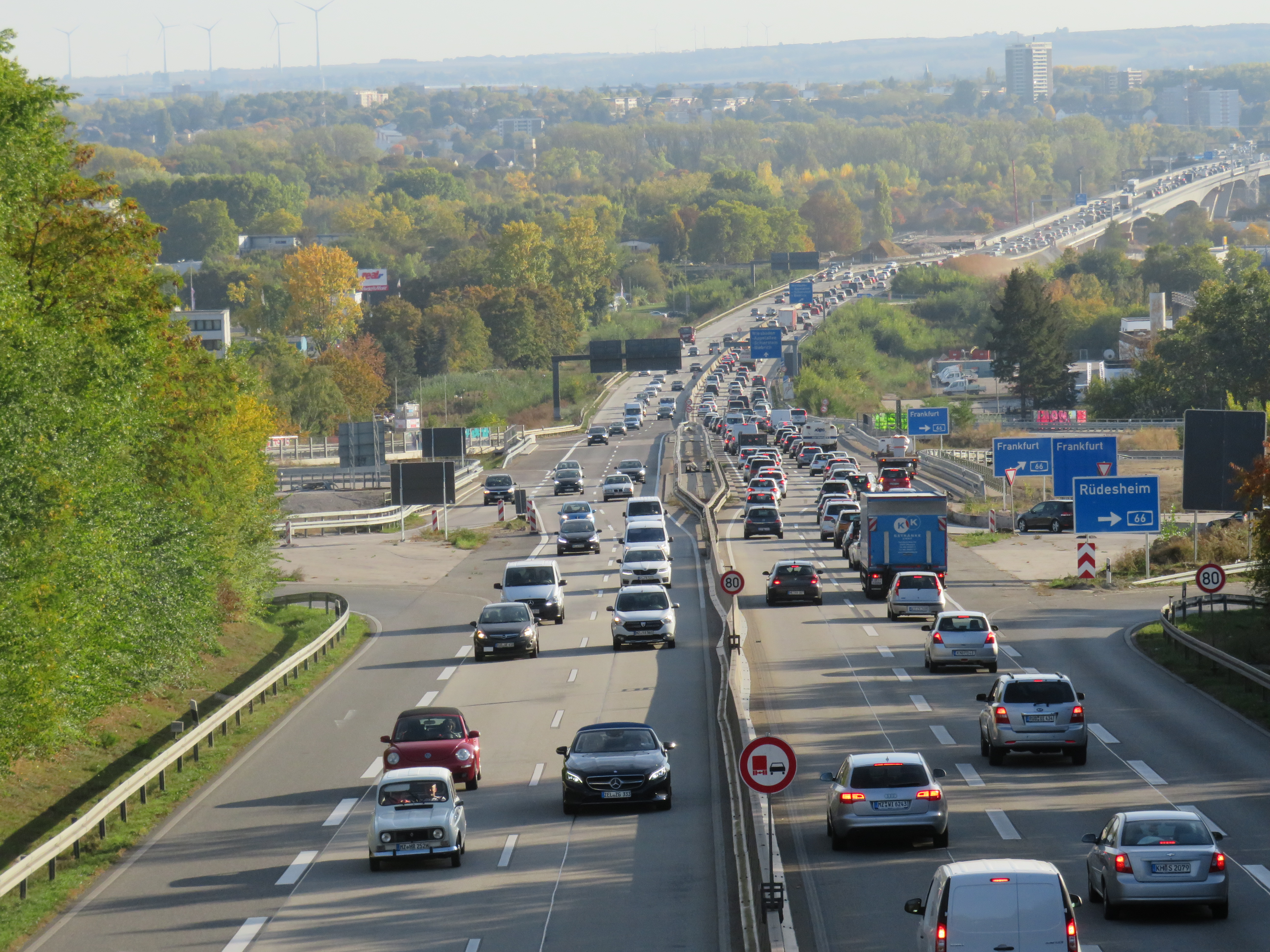
Oktober 2018

Der eigentliche Ausbau der Fahrbahnen zwischen Schiersteiner Kreuz und der seit August 2023 sechsstreifig befahrbaren Schiersteiner Brücke begann im November 2022 im Bereich der Anschlussstelle Wiesbaden-Äppelallee. Obwohl die Länge des auszubauenden Abschnitts nur etwa 900 Meter beträgt, müssen zwei Brückenbauwerke aufgrund ihrer zu geringen Breite durch Neubauten ersetzt werden. Dabei handelt es sich um das Hauptbauwerk der Anschlussstelle Wiesbaden-Äppelallee und das Bauwerk über die Hagenauer Straße. Die Autobahn selbst liegt in diesem Bereich auf einem Damm, der verbreitert werden muss, und führt durch ein dicht bebautes Gewerbegebiet.
Bereits 2019 wurde die Auffahrtrampe der Anschlussstelle in Fahrtrichtung Nord auf die nördliche Seite verlegt, um den Verkehr in der Bauphase flüssiger abwickeln zu können.
Der Ausbau auf Wiesbadener Gebiet soll 2026 fertiggestellt sein.

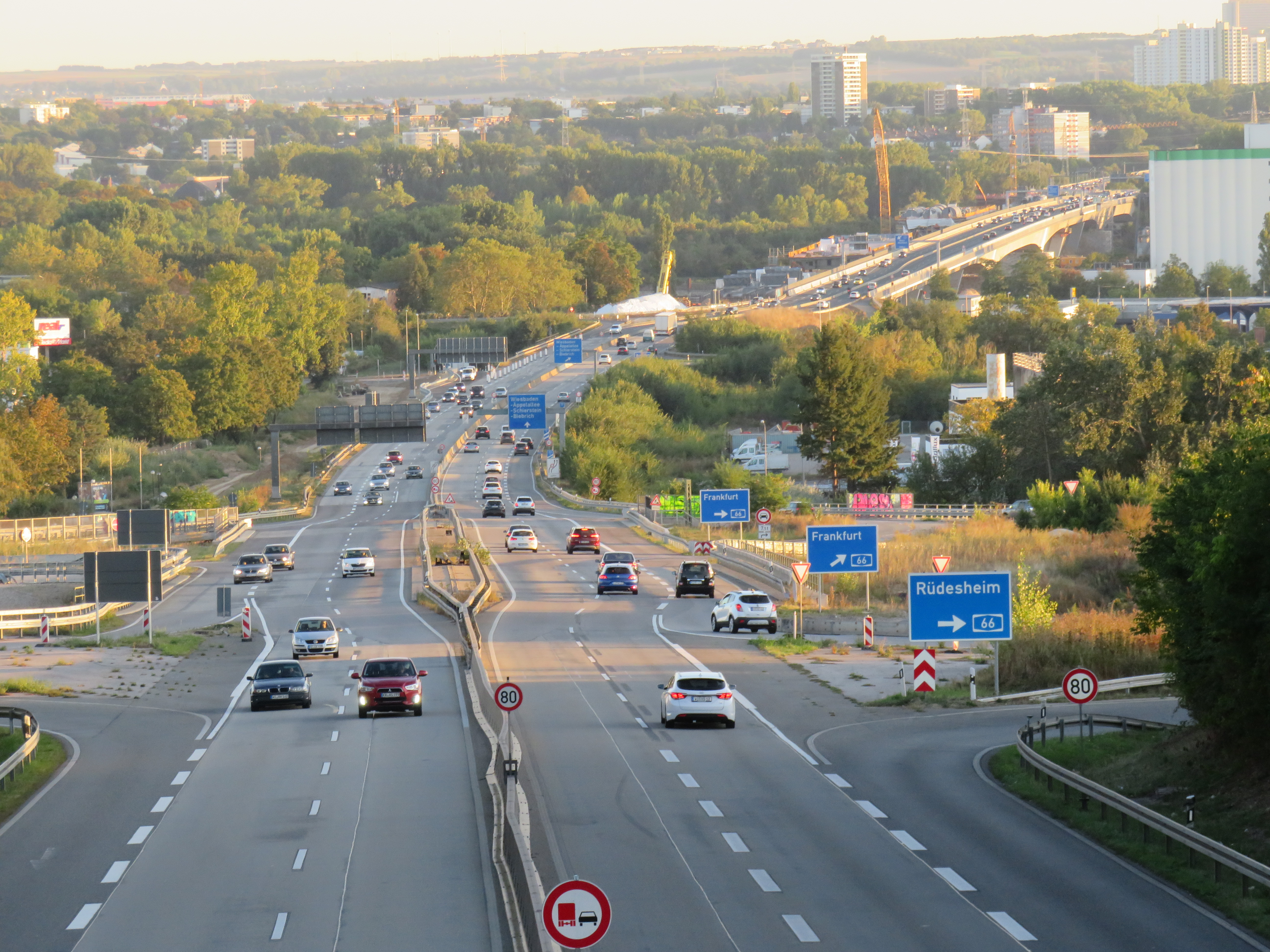
September 2019
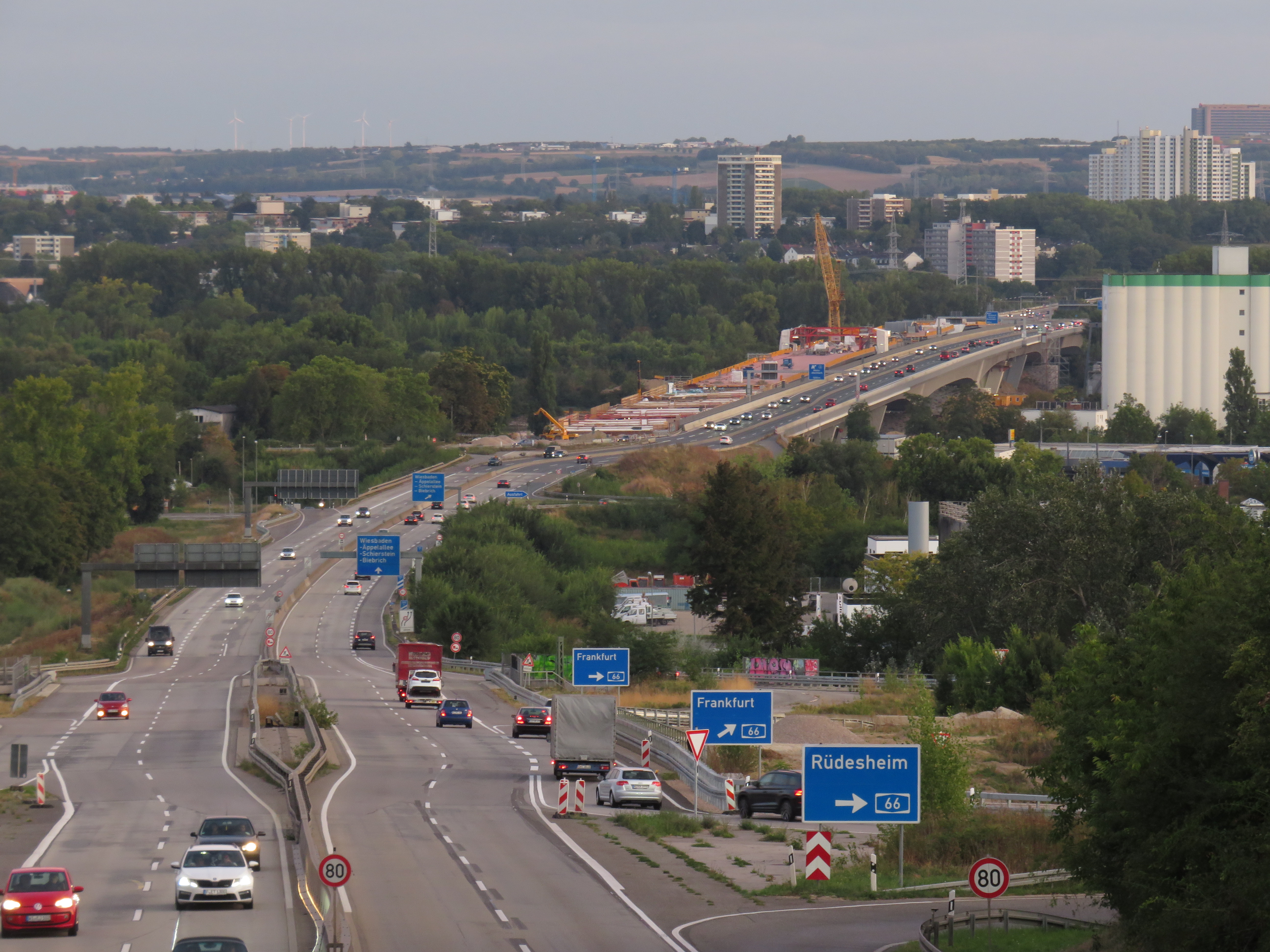
September 2020
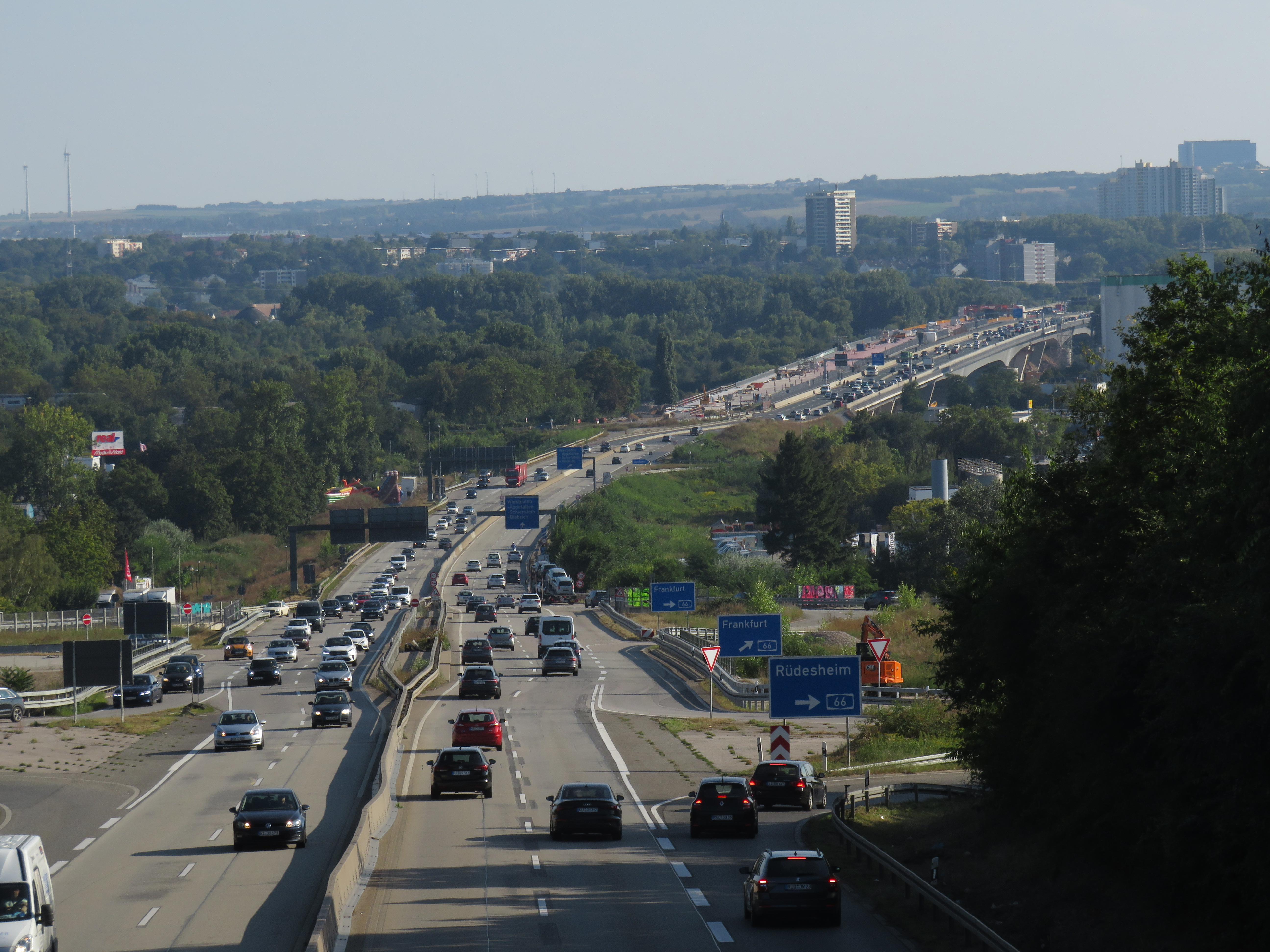
September 2021
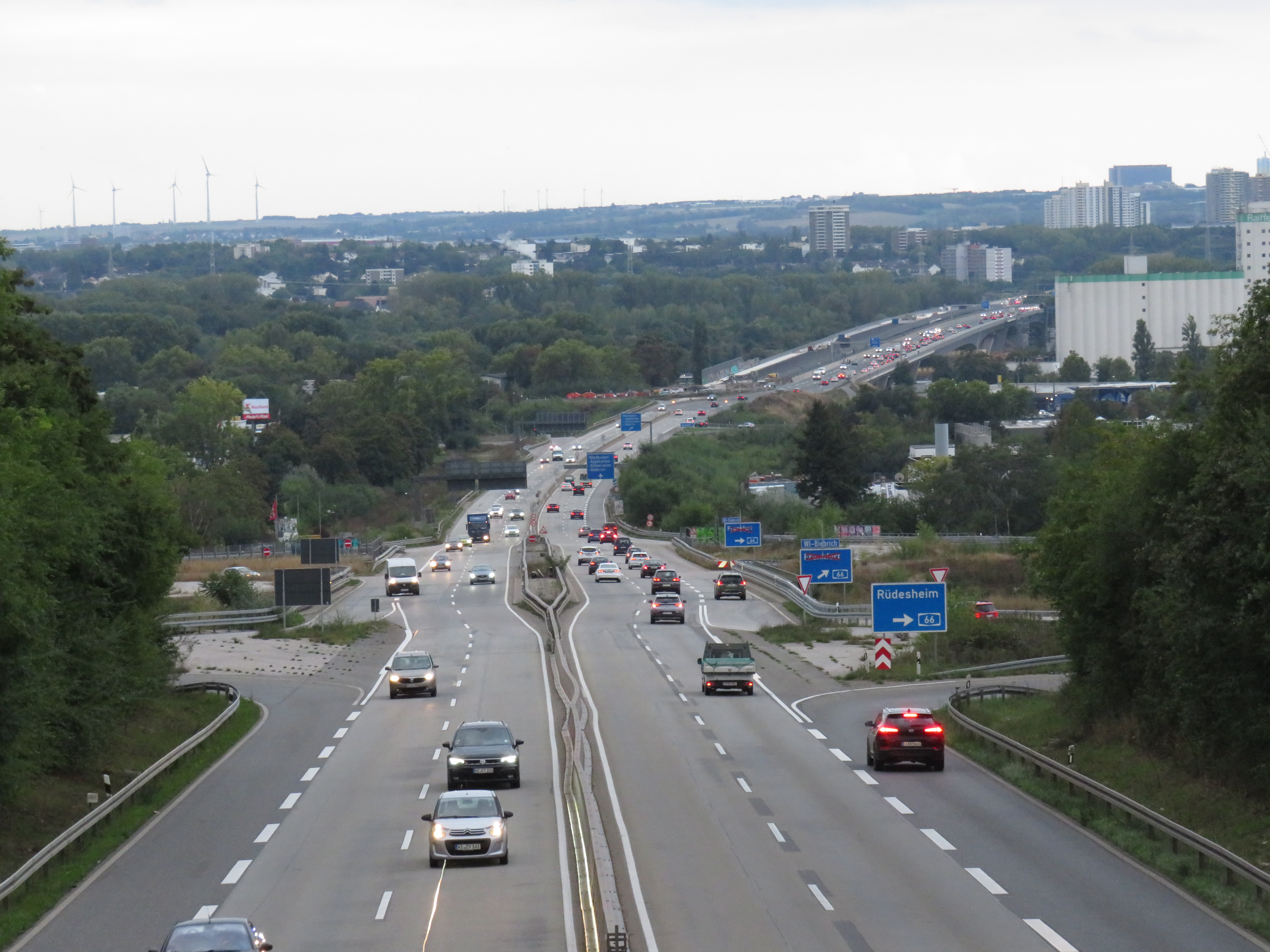
September 2022
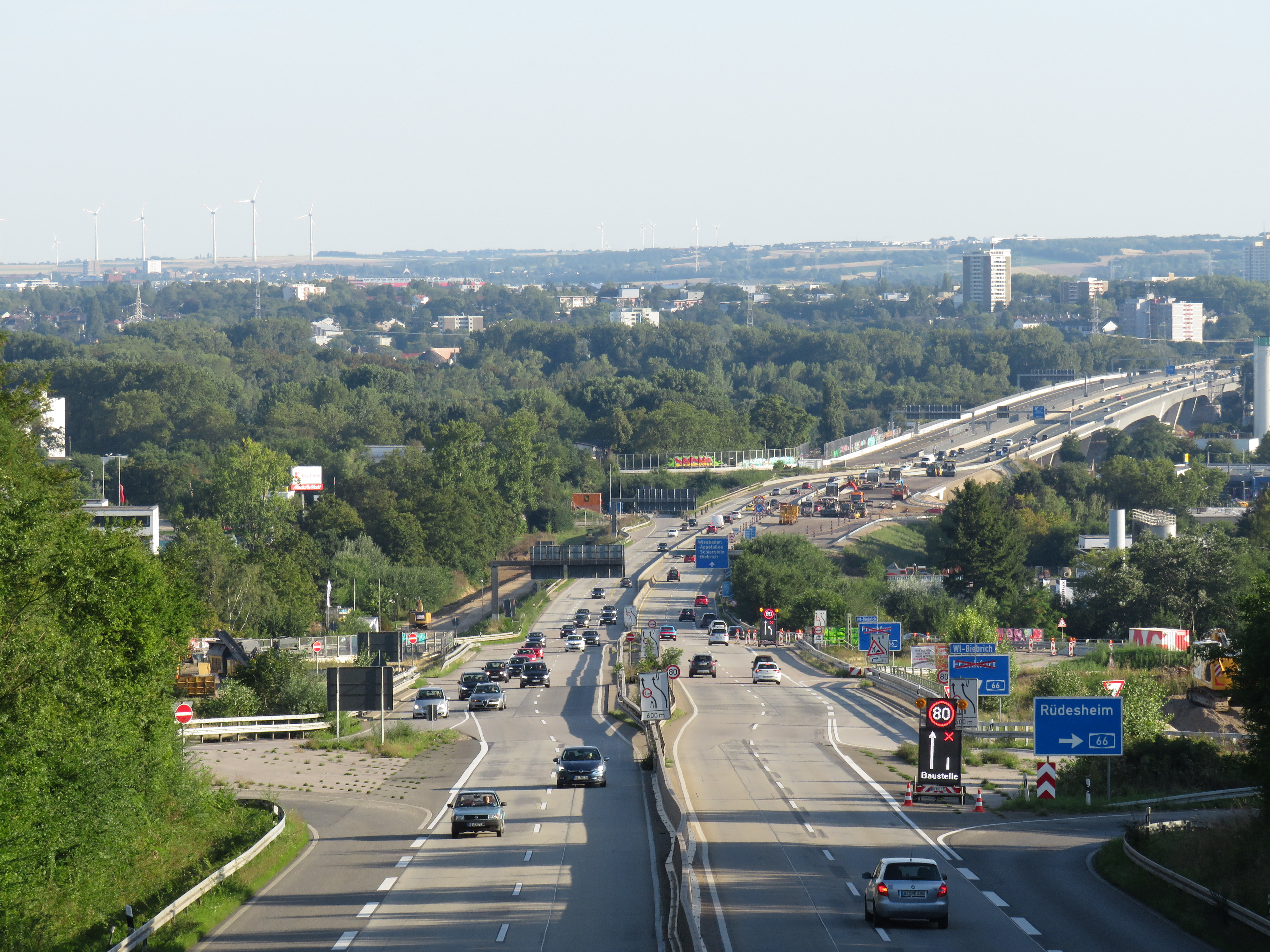
August 2023
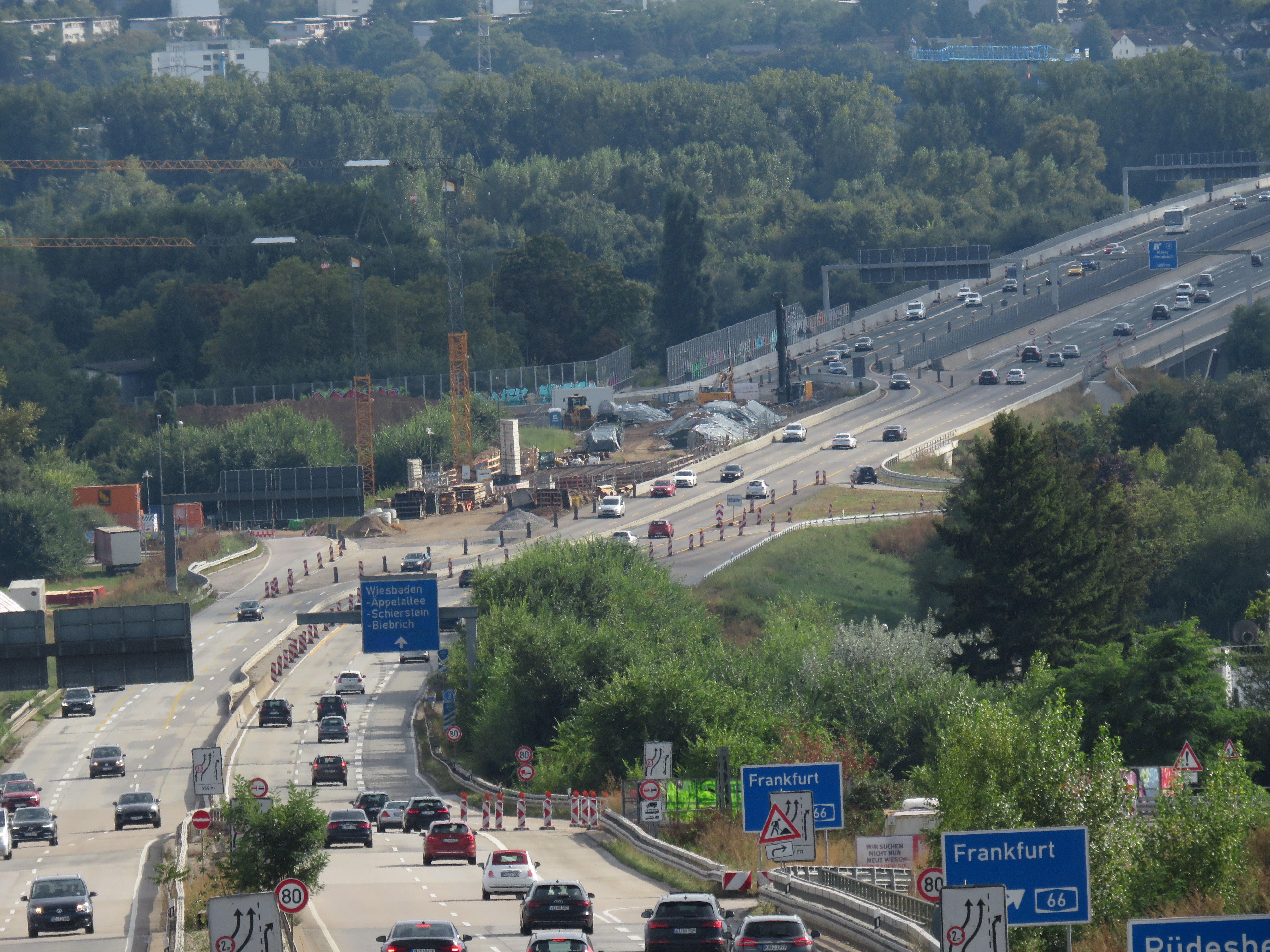
September 2024

## Besonderheiten
- Obwohl die Autobahn in Wiesbaden beginnt, beginnt die Kilometermarkierung nicht bei Kilometer 0,0, sondern bei 300,0 und steigt dann in Fahrtrichtung Mainz bis ca. 292,0 am Dreieck Mainz ab.
- Die Autobahnanschlussstelle Mombach gehört zu den wenigen in Deutschland, die auf einer Brücke liegen. Da die Schiersteiner Brücke bereits zwei Jahre vor der Hochstraße fertiggestellt worden war, wurden die entsprechenden Auf- und Abfahrten zweistreifig angelegt. Die Hochstraße Lenneberg wurde erst 1964 fertiggestellt und angeschlossen. Diese Auf- und Abfahrten wurden jedoch nur mit sehr verkürzten Beschleunigungs- und Verzögerungsstreifen ausgestattet, da beide Brücken ursprünglich als Bundesstraße geplant und gebaut wurden. Aus diesem Grund befanden sich in diesem Bereich auch Straßenlaternen und Verkehrsbeeinflussungsanlagen, die aber bereits seit Mitte der 1980er Jahre nicht mehr im Betrieb waren.
- Im Dezember 2012 veröffentlichte der ADAC eine Statistik, in der die A 643 zu den zehn gefährlichsten Autobahnen bezüglich Falschfahrern gehört.[28] In den Jahren 2010 und 2011 gab es 23 Falschfahrermeldungen auf der kurzen Autobahn. In absoluten Zahlen liegt die A 661 (Darmstadt – Bad Homburg) mit 50 und die A 98 (Weil am Rhein – Tiengen) mit 30 Falschfahrermeldungen vor der A 643. Hochgerechnet auf 100 Kilometer und pro Jahr ergeben sich statistisch 142,0 Falschfahrermeldungen und damit ebenfalls „Platz 3“. Gefährlicher sind nach dieser Statistik nur noch die A 980 (Waltenhofen AD – Allgäu) mit 156,9 und A 255 (Hamburg-Süd – Neue Elbbrücken) mit 166,7 statistischen Falschfahrermeldungen pro 100 km und Jahr.[29][30][31]